# MDNA
MDNA es el duodécimo álbum de estudio de la cantante estadounidense Madonna, publicado el 23 de marzo de 2012 por la compañía Interscope Records. Es el primer disco en el que no está asociada con Warner Bros., el sello discográfico con el que firmó desde 1982. Luego de tres años sin publicar material, Madonna anunció la producción de su nuevo álbum de estudio, para el cual contó con la colaboración de productores como Alle Benassi, Benny Benassi, Demacio Castellon, Free School, Michael Malih, Indiigo, William Orbit y Martin Solveig. El título del disco es un juego de palabras que hace referencia a las iniciales de su nombre, el ADN y a la droga MDMA. MDNA mezcla música pop con elementos de dance, electrónica y dubstep. En las canciones se abordan temas relacionados con su divorcio de Guy Ritchie en 2008, las fiestas, el amor por la música, el desamor, la venganza y la separación.
De acuerdo con el sitio Metacritic, el álbum obtuvo reseñas favorables en su mayoría y contó con una calificación promedio de 64 sobre 100 basada en 34 reseñas. Por su parte, AnyDecentMusic? le dio una puntuación de 5.7 de 10 sobre la base de la recolección de unas 28 reseñas. Debutó en el número uno en más de veintiún países y Madonna estableció varios récords, como ser la solista con más álbumes número uno en Australia y Reino Unido; en este último, fue la primera mujer que logró tener un disco en la primera posición durante las décadas de 1980, 1990, 2000 y 2010. En Estados Unidos, pese a las buenas cifras inmediatas a su lanzamiento, en su segunda semana de ventas tuvo la mayor caída para un álbum debutante en el número uno desde la llegada del sistema Nielsen SoundScan. MDNA figuró como el séptimo disco más vendido de la compañía matriz Universal Music Group y entre los veinte álbumes con mayores ventas mundiales de 2012, con cifras cercanas a los dos millones de ejemplares certificados y distribuidos.
Del álbum se publicaron cuatro sencillos: «Give Me All Your Luvin'», «Girl Gone Wild», «Masterpiece» y «Turn Up the Radio». El primero de estos se convirtió en el 38.º sencillo de la cantante en ingresar a los diez primeros puestos del Billboard Hot 100, con lo que extendió su récord por el mayor número de entradas al top diez. Además, todos ellos a excepción de «Masterpiece» ocuparon el primer lugar en el Dance Club Songs, hecho que le permitió aumentar su récord por la mayor cantidad de canciones número uno en el conteo. Por último, Madonna estableció un récord Billboard al tener más de 156 canciones números uno en combinación en las listas de pop, dance y adulto contemporáneo.
Antes del lanzamiento del álbum, Madonna se presentó en la 46.ª edición del Super Bowl, celebrada el 5 de febrero de 2012 en el Lucas Oil Stadium de Indianápolis (Indiana); interpretó varios de sus éxitos anteriores y el sencillo «Give Me All Your Luvin'». La actuación logró una audiencia récord de 114 millones de espectadores. La promoción continuó con su novena gira, The MDNA Tour, que inició el 31 de mayo de ese año en Tel Aviv (Israel) y finalizó el 22 de diciembre en Córdoba (Argentina). Tras recaudar 305 158 363 USD, se convirtió en una de las diez giras con mayor recaudación de la historia y en la más exitosa del año.

## Antecedentes
| «Es increíble estar de vuelta en la música. Me gusta la intimidad de un estudio de grabación y composición. Uso una parte de mi cerebro cuando hago música y otra cuando estoy dirigiendo una película. Hay un millardo de personas en una película y no tengo esa salida visceral de ser capaz de cantar, gritar... saltar. Es muy diferente. Me encanta hacer ambas cosas, pero fue bueno tener la sencillez de la composición después de tres años de escribir un guion y dirigir y editar y hablar de mi película, para sentarse a tocar mi guitarra y cantar una canción. Casi lloré». —Madonna con respecto a su retorno en la música tras un receso para dirigir su película W.E. |

En diciembre de 2010, Madonna publicó un mensaje en su perfil de Facebook que decía: «¡Es oficial! Necesito moverme. Necesito sudar. ¡Necesito hacer música nueva! Música con la que pueda bailar. Estoy buscando a la gente más loca, enferma y mala para colaborar con ella [...]». Guy Oseary, su representante, confirmó que la cantante comenzaría a trabajar en el estudio en julio de 2011. Un mes más tarde, Madonna se reunió con el productor William Orbit luego de una década sin trabajar juntos, y resaltó que nunca había tenido problemas trabajando con él, pues es alguien que ya conoce sus gustos. En julio de 2011, invitó a Martin Solveig para una sesión de composición en Londres. Inicialmente, iba a trabajar en una sola canción, pero terminó colaborando en tres: «Give Me All Your Luvin'», «I Don't Give A» y «Turn Up the Radio». En una entrevista para Billboard, Solveig reveló que se sintió intimidado al pensar en la reputación de los productores con quien regularmente trabaja Madonna, por lo que decidió evitar pensar en ello y concentrarse en su trabajo.
Madonna también colaboró con Nicki Minaj y M.I.A. en la composición y grabación de varios temas. Al respecto, Madonna señaló que eligió a dichas cantantes porque deseaba colaborar con mujeres  con autodeterminación, y añadió que disfrutó trabajar con ellas. Otros productores involucrados en la elaboración del disco invluyen a Alle Benassi, Benny Benassi, Demacio Castellon, Michael Malih e Indiigo. Aunque circularon rumores de que trabajaría con otros artistas como Brendan O'Brien, David Guetta y Rihanna, esto nunca se confirmó.
En diciembre de 2011, Madonna anunció que el álbum sería lanzado en marzo de 2012, y que sería el primer disco publicado bajo el contrato que firmó en 2007 con Live Nation. En dicho documento, ambos establecieron un acuerdo de tres álbumes con la compañía Interscope Records, que se encargarían de la distribución del álbum. En una encuesta realizada por Billboard a finales de 2011, el público lo votó como el lanzamiento más esperado de 2012.

## Grabación

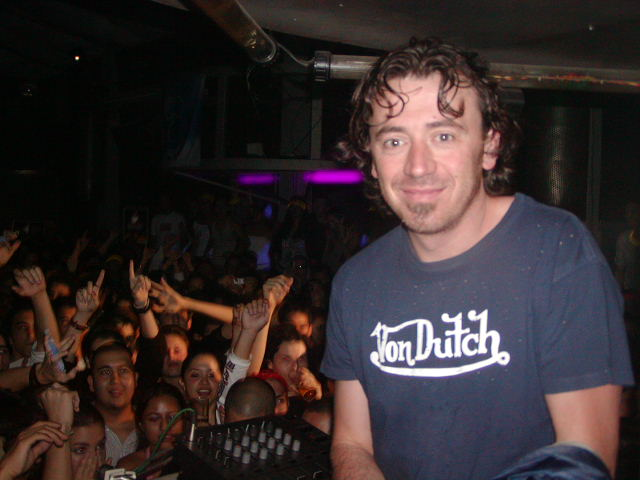
Benny Benassi, uno de los productores de MDNA, colaboró en «Girl Gone Wild», «I'm Addicted» y «Best Friend»

El 4 de julio de 2011, Guy Oseary anunció que la cantante ya había comenzado las sesiones de grabación del álbum. En una entrevista con Channel V Australia, Martin Solveig comentó que estaba sorprendido por la participación tan activa de Madonna en los procesos de grabación y producción: «Daba por hecho que estaría cada día una o dos horas en el estudio, que vendría a ver cómo íbamos y diría: "Bien, esto me gusta, eso no me gusta, voy a cantar esto, ¡adiós!". Y todo lo contrario.». Además, ambos tuvieron el tiempo suficiente para dedicarlo al disco, lo que alivió la presión de las sesiones, y al tener gustos similares, disfrutaron haciendo música juntos. Por ejemplo, su interés en común por la película francesa Le Samurai llevó un debate que concluyó en la redacción de «Beautiful Killer», en referencia a la cinta. Cuando habló de Solveig, Madonna lo describió como una persona muy ordenada y madura con la que compartía muchos intereses y, sobre todo, que podía sobrellevar las críticas hacia su trabajo.
Madonna también habló acerca del productor William Orbit; sintió que sus cualidades europeas se adaptaban a su estilo de producción, y destacó las conversaciones sobre filosofía o física cuántica que mantenía con él durante las sesiones. Por otra parte, recordó que le resultó difícil comunicarse con Benny Benassi, pues su inglés no era muy fluido, al punto de utilizar a su primo Allessandro Benassi como intérprete. Madonna no había trabajado con Benassi antes y comentó que la primera reunión con el productor fue difícil, ya que se sentían tímidos, pero todo mejoró después de haber resuelto los problemas de comunicación.

## Título y portada
| «¿Entienden este concepto? ¿Que compartimos el ADN, no importan las creencias ni la orientación sexual...? ¿Que todos somos uno?». —Madonna durante la gira The MDNA Tour. |

Madonna reveló el título del álbum durante una entrevista en The Graham Norton Show el 11 de enero de 2012. M.I.A. fue quien sugirió el título, pues le comentó a Madonna que sería una buena forma de abreviar y deletrear su nombre, además de los distintos significados que podrían tomar las iniciales. Cuando comentaba del disco en The Tonight Show with Jay Leno, Madonna explicó que el título del álbum tenía un triple sentido, pues representa su nombre y su ADN, además de que hace referencia a la droga MDMA o éxtasis, que provoca sentimientos eufóricos de amor. Lucy Dawe, una portavoz del grupo antidrogas Cannabis Skunk Sense, condenó la afirmación cuando dijo que la elección del título era una «decisión deliberadamente enferma».
El diseño de la portada fue dirigido por Giovanni Bianco, con fotografías tomadas por Mert and Marcus. La portada de la edición de lujo se reveló en el perfil de Madonna en Facebook el 31 de enero de 2012. De acuerdo a Jocelyn Vena de MTV, en el diseño, la cantante «inclina la cabeza hacia arriba, con su pelo rizado recogido. Usa mucha máscara de pestañas, lápiz labial color rojo brillante, una gargantilla y una blusa de seda color rosa brillante». Vena agrega que el filtro de losetas de cristal doble cara da a Madonna «un ambiente funky de reina del baile». Jeff Giles de Pop Crush comentó que Madonna tenía una pose clásica y elegante, además de que en ella mira hacia adelante al mismo tiempo que hace referencia a sus obras de los años 1980. De manera similar, Robbie Daw del sitio web Idolator comparó este diseño con el de True Blue (1986). La revista española CromosomaX insinuó que habría plagiado la portada del álbum S.O.L.O. (2007) del músico chileno Sergio Lagos, debido a que «ambas tienen las caras de sus respectivos autores distorsionadas por una especie de espejo roto o deconstruido, además de ambos tener poses parecidas y tener la misma paleta de colores». Esto rápidamente resonó en los medios de comunicación en Chile, mientras que Lagos lo tomó con humor. La portada de la edición estándar se reveló el 7 de febrero. Emily Hewett del periódico británico Metro escribió que «la edición estándar incluye una toma del cuerpo de la cantante estadounidense portando un vestido ajustado color escarlata y guantes sin dedos para combinar».

## Estructura musical

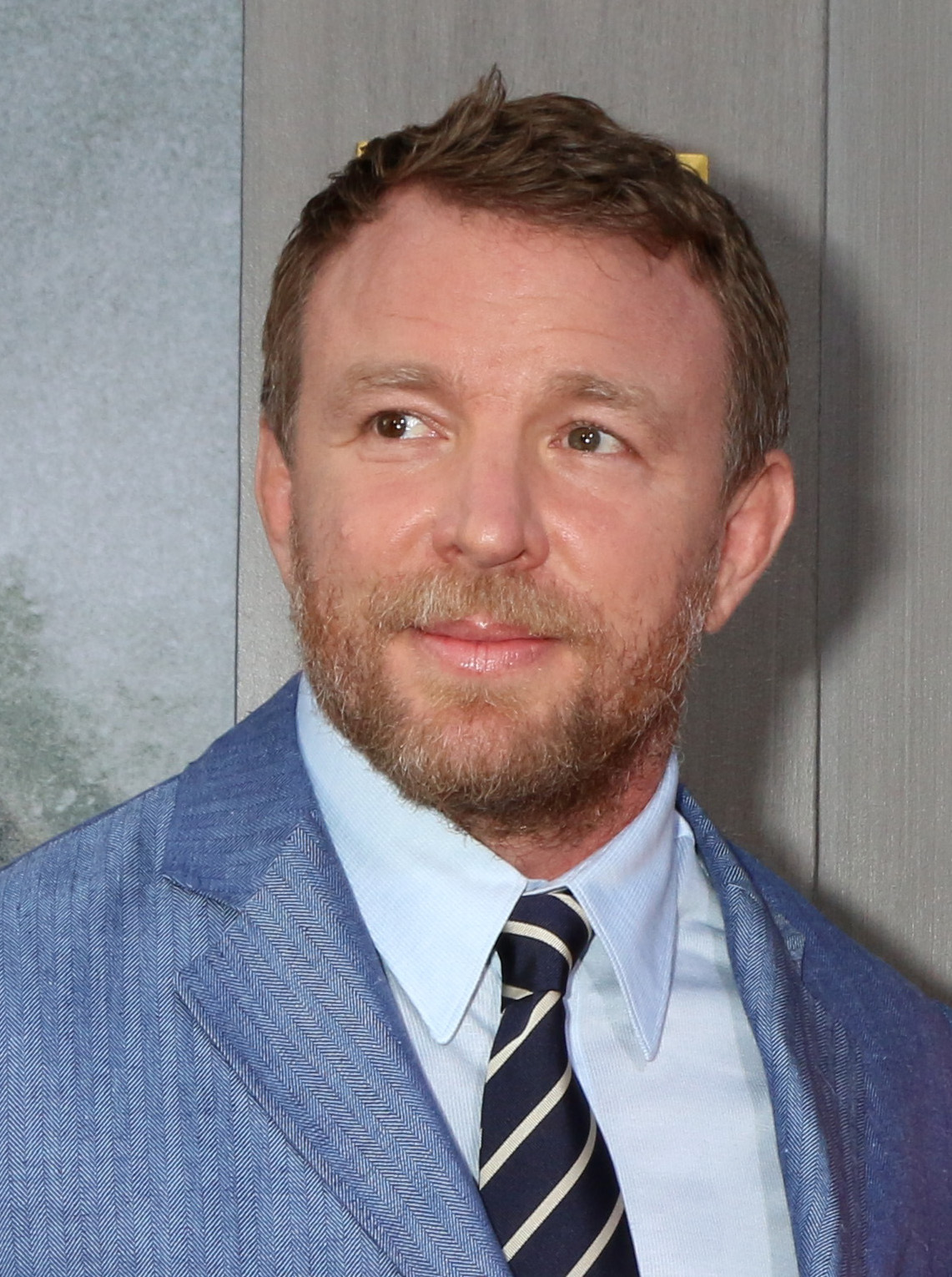
Madonna alude por doquier a su divorcio de Guy Ritchie (foto) en MDNA

En general, MDNA es un álbum de música pop con elementos de dance, electrónica y dubstep. Con esto, marcó un cambio en su dirección musical luego de Hard Candy (2008), un disco cuyos temas estuvieron influenciados principalmente por el R&B y el hip hop. Aunque varias canciones hablan sobre el amor y el baile, muchas letras están relacionadas con su divorcio de Guy Ritchie acontecido en 2008, y tratan temas personales como la traición, el desamor, la venganza o el arrepentimiento. Además, en algunas pistas los compositores tomaron elementos de los trabajos previos de la cantante, entre ellos referencias a algunos de sus sencillos más exitosos como «Papa Don't Preach» (1986), «Vogue» (1990), «Beautiful Stranger» (1999) y «Sorry» (2006). Sobre el estilo y la composición de MDNA, Madonna comentó: «Hice un enorme esfuerzo por tratar de no sonar como todos los demás. La música que hice con William [Orbit] es algo introspectiva, mientras que la de Martin [Solveig] es más irónica, divertida y alegre».
«Girl Gone Wild», tema de apertura de MDNA, contiene influencias del patrón rítmico four-on-the-floor y un sonido similar a las canciones de Confessions on a Dance Floor (2005). Su introducción contiene elementos de «Act of Contrition» de Like a Prayer (1989), mientras que el estribillo describe a «una chica que se vuelve salvaje» y canta sobre su «deseo ardiente» de pasar un buen rato. La siguiente canción, «Gang Bang», cuenta con una instrumentación basada en la música electrónica y dance, con un desglose del dubstep y beats industriales. Su letra trata de una mujer que se venga de su amante al dispararle en la cabeza. Por su parte, «I'm Addicted» toma sonidos del electro house y del eurodance, cuya letra habla sobre ser adicto a una persona, y compara el amor con los efectos de los narcóticos. «Turn Up the Radio» es la cuarta pista del álbum, la cual comienza con una melodía de teclado antes de convertirse en un número dance pop inspirado en los años 1980. Su letra simple hace un llamado a los radioescuchas para subir el volumen de la radio y olvidarse de sus problemas. «Give Me All Your Luvin'», quinto tema del disco, es una colaboración con las artistas Nicki Minaj y M.I.A.. Tiene una melodía dance pop con elementos del bubblegum pop, synthpop, new wave y disco, además de que contiene un canto de porristas y dos rapeos por parte de Minaj y M.I.A. «Some Girls» es el sexto tema de MDNA, un número dance inspirado en el hardstyle, en el que Madonna se burla de las mujeres de clase alta que son falsas y superficiales. «Superstar» tiene una melodía dance pop con influencias del pop y la electrónica, en donde el puente muestra influencias evidentes del dubstep. En la letra, Madonna compara a su novio con hombres famosos que han existido a lo largo de la historia, tales como John Travolta, Abraham Lincoln, Al Capone, entre otros, y alega que es su «mayor admiradora». Su hija Lourdes participó como corista en la grabación.

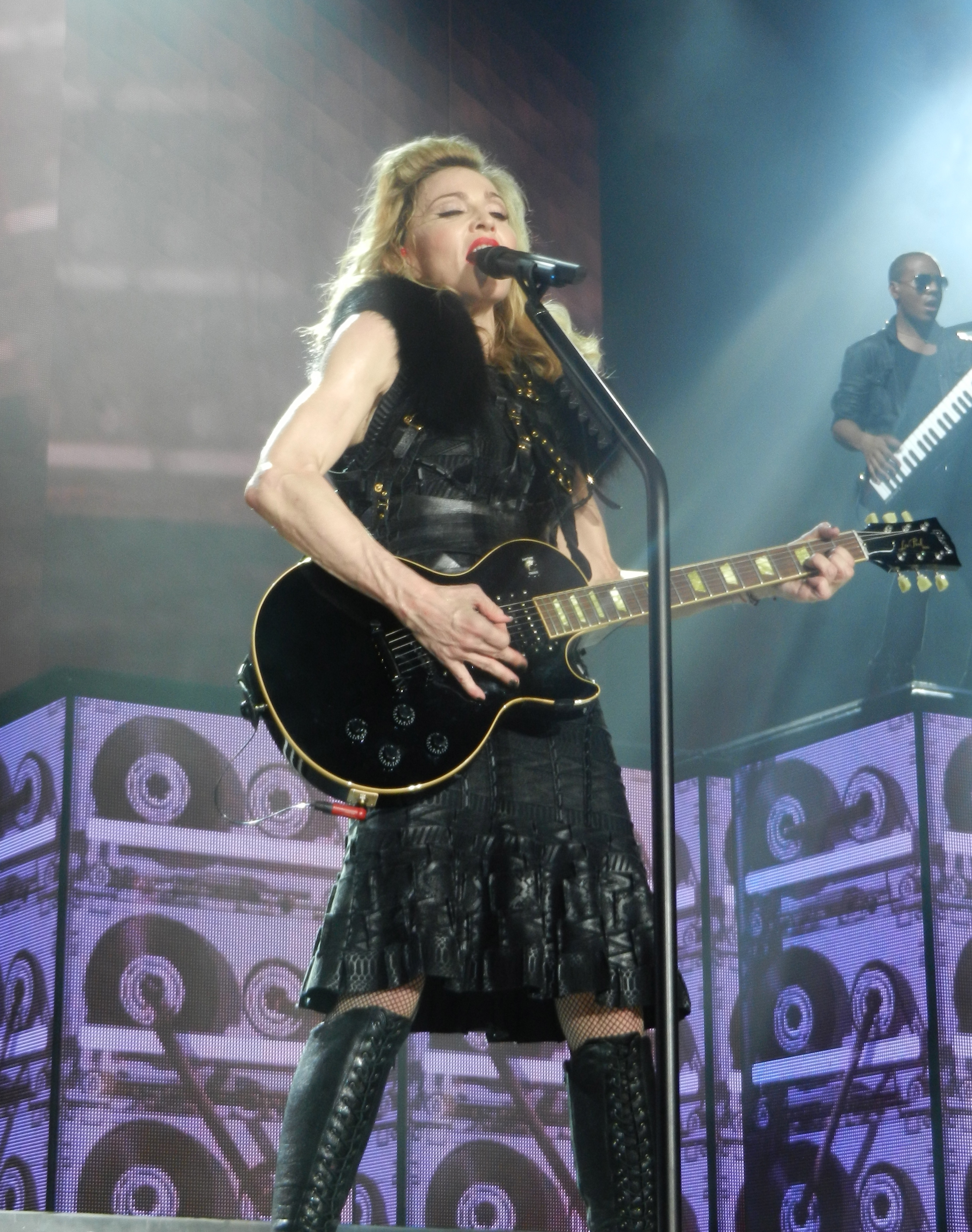
Madonna cantando la cuarta pista y tercer sencillo del álbum, «Turn Up the Radio», en la gira de 2012 The MDNA Tour

La segunda mitad de MDNA comienza con «I Don't Give A», una melodía con ritmos industriales y cierta influencia del hip hop. Su letra hace referencia a la actitud que la cantante tiene de sus críticos y cómo cambió su vida luego de su divorcio. La artista invitada, Nicki Minaj, hace un rapeo en el que destaca las principales virtudes de Madonna, terminando con la frase: There’s only one queen, and that’s Madonna, bitch. El noveno corte del disco, «I'm a Sinner», cuenta con arreglos inspirados en el rock and roll de los años 1960 y el country. En su letra menciona analogías del pecado, las cuales culminan con un verso donde ruega a varios santos que le brinden sus virtudes para no pecar de nuevo. «Love Spent» inicia con una introducción en banyo, seguida de una melodía pop con influencias de música electrónica. En la letra, influenciada por su divorcio millonario de Ritchie, una mujer le dice a su pareja que la ame tal y como ama a su dinero. «Masterpiece», que también apareció en la banda sonora de la película W.E., es una balada con un toque de música latina, con arreglos de cuerdas, guitarras acústicas y una percusión prominente. En ella se discute lo doloroso que es estar enamorado de alguien que es tan perfecto como una obra de arte. El tema que cierra el álbum es «Falling Free», una balada con una melodía simple basada en una línea de bajo y sin percusiones, con una letra compleja que describe el amor, la exaltación y la libertad.
Además de las anteriores, las ediciones de lujo contienen varias pistas adicionales que siguen el estilo y composición del resto del disco. Por ejemplo, «I Fucked Up» es una canción con un tempo lento que también trata acerca de su divorcio, donde la cantante acepta que tiene la culpa de que las cosas no salieran de acuerdo a los planes. En «Beautiful Killer», un tema con un arreglo de cuerdas prominente y una melodía dance, se hacen metáforas de amor en la relación entre un asesino y su víctima. «B-Day Song» es una canción de cumpleaños interpretada junto a M.I.A., la cual contiene una melodía simple basada en una línea de bajo con un estilo punk y una percusión que le acompaña. Finalmente, en la letra de «Best Friend», Madonna se lamenta por la pérdida de un amante, a quien compara con su mejor amigo y admite sentirse culpable y con remordimientos. Otras de las pistas adicionales incluyen una remezcla de «Give Me All Your Luvin'» hecha por el dúo de electropop LMFAO y una versión acústica de «Love Spent». Debido al lenguaje soez en «Gang Bang» y las referencias al consumo de drogas en «I'm Addicted», MDNA fue el tercer álbum de estudio en su carrera en contener la etiqueta Parental Advisory, después de Erotica (1992) y American Life (2003).

## Recepción crítica
MDNA recibió reseñas generalmente positivas por parte de la prensa especializada. En Metacritic el álbum obtuvo una calificación promedio de 64 de 100, basada en 34 reseñas, lo que indica «críticas generalmente favorables». Por su parte, AnyDecentMusic? le dio una puntuación de 5,7 de 10 sobre la base de la recolección de unas 28 reseñas, lo que significa «críticas mixtas».
Los primeros en reseñar el álbum fueron los editores de Attitude que escribieron: «Puede que no tenga la intensidad pop de Confessions, no sea específicamente nuevo o experimental para el gusto de los críticos de música, pero es divertido, bailable y lleno de drama». Las reseñas más positivas destacaron la capacidad de la intérprete de seguir creando buena música e impregnarla de sus experiencias personales. Así, Joe Levy de Rolling Stone dijo que es «el álbum de divorcio de nuestra señora» y opinó de su música que «tiene una profundidad que merece escucharla repetidamente». También Ian Drew de Us Weekly destacó que «a la edad de 53, todo lo que Madonna quiere es bailar. ¡Eso, y derribar a su ex-esposo Guy Ritchie!». Por su parte, Priya Elan de NME calificó a MDNA como «una victoria ridículamente disfrutable», y citó sus «cosas psicóticas, rompe almas» como «una de las cosas más viscerales que ha hecho». Laurence Green de musicOMH elogió a Madonna por «echar a un lado los juicios y preocupaciones para producir algo de la música más enérgica y viva que ha hecho en años». Enio Chiola de PopMatters escribió que la cantante «hace malabares a ciegas con las variantes de la producción» y calificó su obra como «un bienvenido regreso a sus raíces». No un tanto distante, Jennifer Gannon, editora de la revista irlandesa State, comentó que MDNA «demuestra que el pop no siempre tiene que ser lo más nuevo y loco para ser eficaz, ni tampoco tiene porque negar el pasado para ser relevante». Una de las mejores reseñas que obtuvo el lanzamiento fue de Maggie Pannacione de Artist Direct, quien le otorgó cinco estrellas de cinco y agregó: «Empapado de percusiones, repleto de sintetizadores y bañado de ritmos, MDNA es electropop que te tendrá moviendo el trasero y haciendo confesiones en la pista de baile desde el principio hasta el final».
Otros críticos dieron una reseña positiva al disco en general, pero señalaron varios detalles que disminuyeron la calidad del lanzamiento. De este modo opinó Pearl Boshomane del periódico sudafricano The Times Live, quien admitió que el álbum «no va a cambiar el escenario de la música pop. No va hacer que Madonna gane más seguidores. Pero mantendrá a sus admiradores más leales contentos». Melinda Newman de HitFix mencionó que «MDNA está lejos de ser un disco perfecto, pero supera su último álbum de estudio, Hard Candy». Aunque encontró las letras con muchos clichés, Nick Levine de BBC Music felicitó las emociones musicales del álbum y afirmó: «Tiene sus fallas, pero MDNA no es solo un buen álbum pop, es un buen álbum de Madonna también». De manera similar, Sebas E. Alonso de Jenesaispop afirmó que MDNA «tiene sus defectos, sí, pero precisamente porque no puede ser un disco más personal, más Madonna, más implicado». Por su parte, Tyrone Reid del periódico Seattle Post-Intelligencer comentó que «evoca un ambiente club ineludible, incluso convincente, [...] apenas hay momentos aburridos en él». Keith Claulfield de Billboard dijo del disco: «Es una colección de pistas pop pulsando a fondo, algunas de las cuales son muestras de una gran brillantez. Madonna no solo nos lleva a la discoteca con MDNA, nos cansa, nos agota y nos confía».
La producción del álbum fue uno de los principales puntos que resaltó la prensa, como Sal Cinquemani de Slant Magazine, quien encontró al álbum «sorprendentemente coherente pese a sus más de siete productores» y mencionó que «es obvio que Madge y Billy Bubbles [William Orbit] todavía pueden hacer magia juntos». Como él, muchos críticos destacaron la participación de Orbit en la producción. Por ejemplo, Bill Lamb de About.com comentó: «Hay una sinergia artística entre William Orbit y Madonna que ha resultado en algunos de los momentos más brillantes de la historia musical de Madonna, y estos continúan aquí en MDNA». De manera similar, Greg Kot de Chicago Tribune comentó que la intérprete sobresale en las pistas producidas por Orbit, así como Caryn Ganz de Spin quien afirmó: «Si hay un productor que sabe cómo encender el corazón de Madonna, es Orbit de Ray of Light». Por su parte, Bernard Perusse del periódico canadiense The Gazette mencionó que «Orbit juega un papel clave en la producción junto a Marco "Benny" Benassi y Martin Solveig; por lo menos, para mantener su corona [Madonna]». Pero ambivalentemente, Ben Rayner, crítico de música pop de Toronto.com, dijo que hubiese sido mejor que Madonna y Orbit trabajaran en el álbum entero.

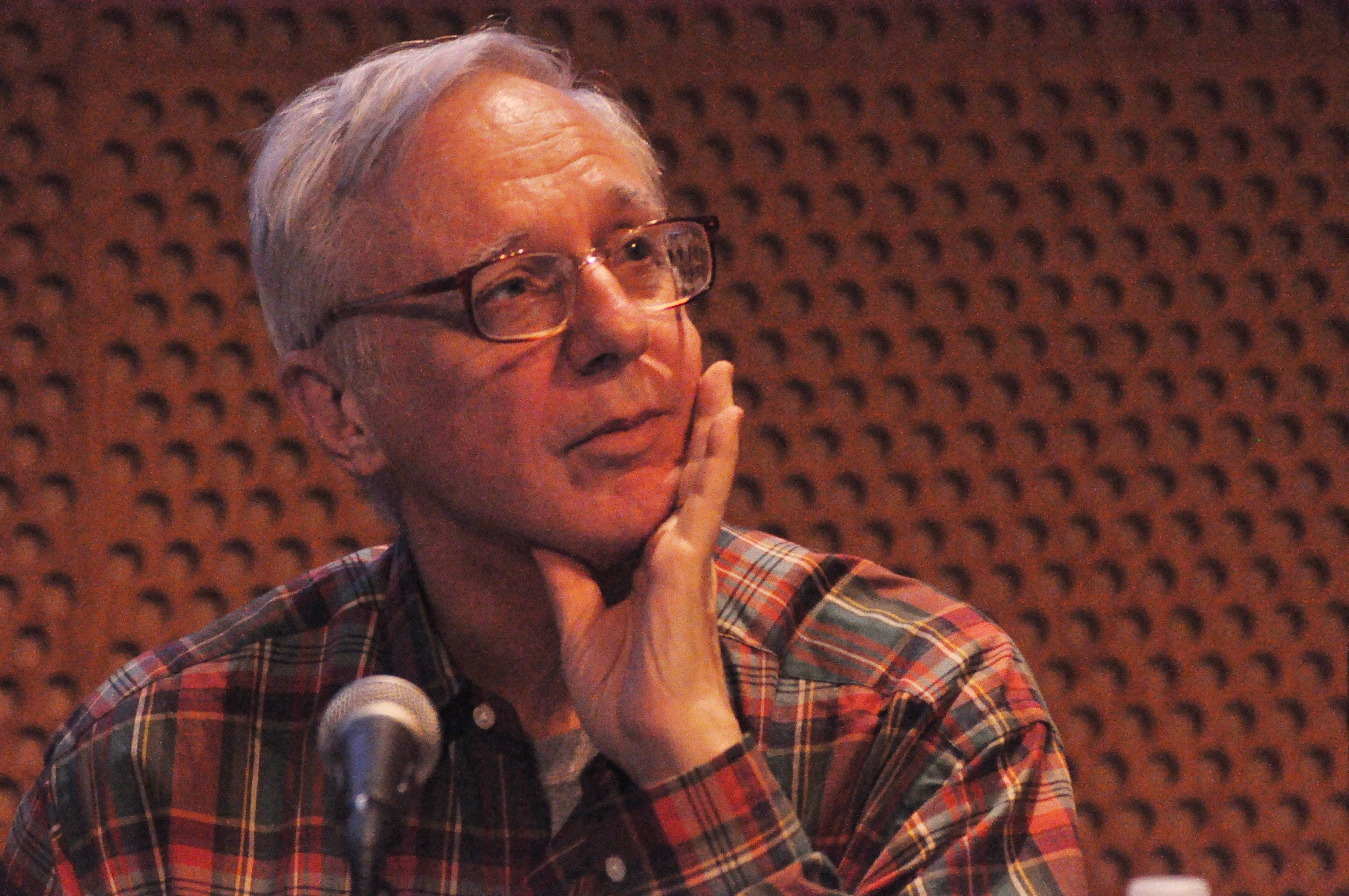
Robert Christgau le dio una calificación A-

La temática personal presente en muchas canciones del lanzamiento fue bien recibida por la mayoría de los críticos. Por ejemplo, Jocelyn Vena de MTV comentó que «tiene algunos de los mejores momentos musicales que hemos oído de la leyenda del pop en los últimos años[...] Madonna entiende en serio el desengaño y entiende aún mejor cómo esto puede darle poder a alguien para ser mejor persona». Sarah Rodman de The Boston Globe comentó que MDNA «sobrepasa enormemente a sus predecesores inmediatos cuando rompe esa cubierta de caramelo macizo y nos permite entrar al relleno suave y emocional». Al respecto, Spencer Kornhaber de The Atlantic dijo que es «un álbum sorprendentemente honesto, musicalmente irregular, de la Reina del Pop». Sin embargo, Jon Pareles de The New York Times advirtió: «No esperen vulnerabilidad. Las letras insisten en que no hay arrepentimientos».
Contrariamente, una de las cosas que la prensa criticó severamente fue la selección de los sencillos. La reseña del diario pakistaní The Daily Times resaltó que «"Give Me All Your Luvin'" suena como un demo de Gwen Stefani de alrededor del 2004, y eso no es un cumplido», mientras que Zach Baron de The Daily agregó que con este tema, Madonna se convirtió en «una mujer de 53 años incapaz de sentir vergüenza». De manera similar, el equipo de redacción del periódico The Scotsman afirmó que «es el peor sencillo de Madonna». Otros editores también criticaron la elección de «Girl Gone Wild» como segundo sencillo, tal como lo hizo Simon Price de The Independent, quien sugirió que la canción tenía un mensaje contradictorio y banal. No obstante, las baladas fueron escogidas por muchos como lo mejor del disco; Cameron Adams del tabloide australiano The Herald Sun dijo: «Orbit es el salvador aquí, las grandes baladas de "Masterpiece" y "Falling Free" son la clase de canciones clásicas que hasta los críticos de la cantante pop de 53 años más flexible del mundo deberían amar». De igual forma, Gordon Smart de The Sun describió a «Falling Free» como la pista más honesta que Madonna ha hecho en años, a la vez que Scott Kara de The New Zealand Herald destacó a «Girl Gone Wild» y «Gang Bang» como los mejores cortes del álbum. Howard Cohen de The Miami Herald le dio al álbum tres estrellas y media de cinco y destacó a «Gang Bang», «Beautiful Killer» y «Falling Free» como las mejores canciones en MDNA. Eduardo Viñuela, Igor Paskual y Lara González, autores de Bitch She's Madonna: La reina del pop en la cultura contemporánea, comentaron que «resulta más oscuro, es menos alegre, remite a un mundo nocturno y da la impresión de que está sonando en una sala con poco aire donde apenas podrías ver a las personas que están bailando contigo. Es mucho más duro que el anterior, es puro EDM en su vertiente años 90».

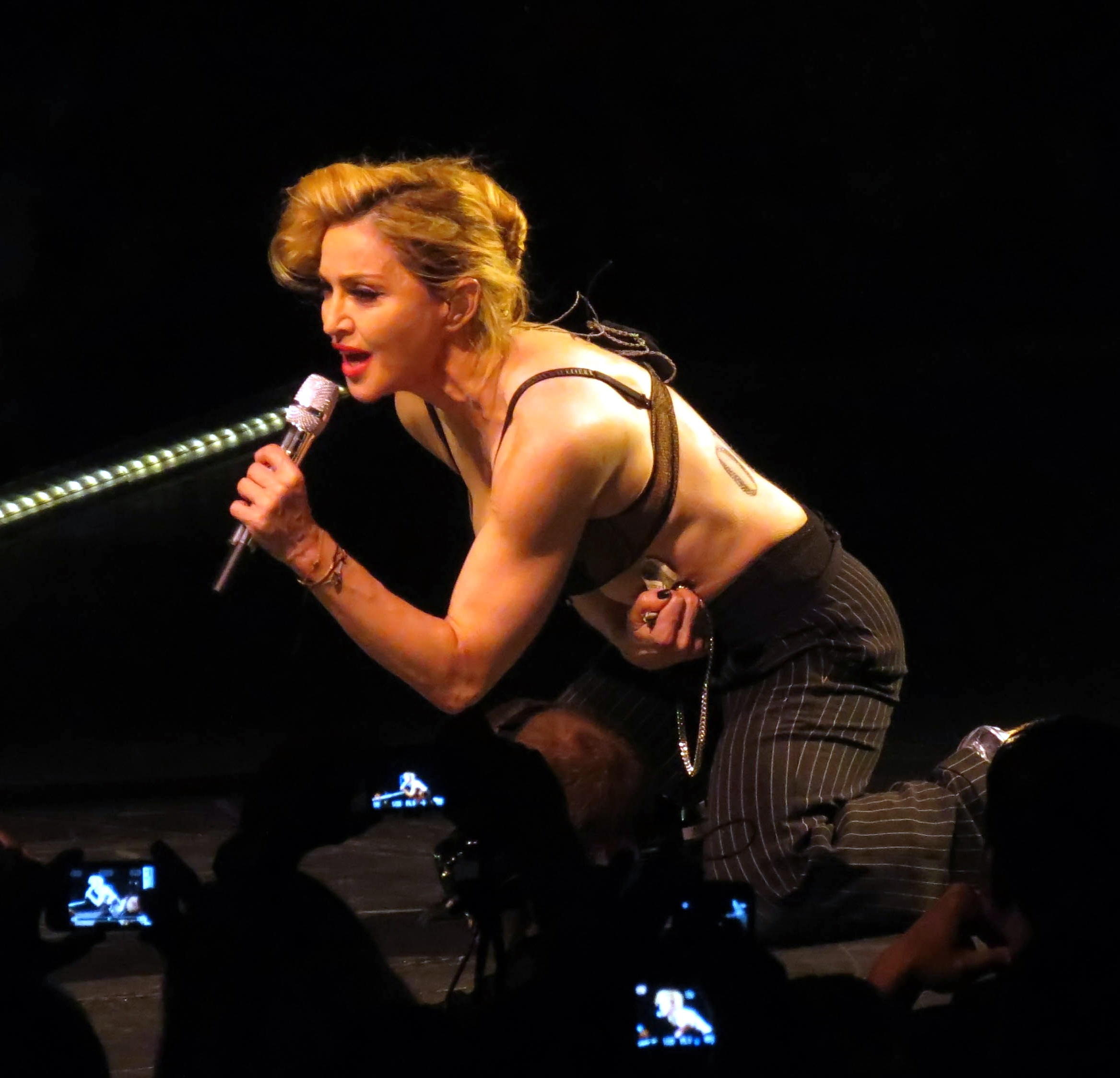
Madonna interpretando «Love Spent» en la gira The MDNA Tour. Varios críticos destacaron la canción como una de las mejores del álbum

Las críticas negativas se encaminaron hacia el enfoque comercial del material. Esta fue la conclusión de Ernesto Sánchez de People en Español, quien escribió: «No es un álbum conceptual, que es cuando Madonna ha logrado brillar... Madonna es demasiado inteligente como para que no se trate de un movimiento calculado, pero su intención, francamente no se entiende». De manera similar, el editor de Allmusic, Stephen Thomas Erlewine, dijo que carecía de emociones y lo describió como «de piedra» y «excesivamente plano» como resultado de «cálculos fríos» dirigidos a restablecer la importancia de Madonna en el dance y el pop. Dentro de este tema, Melissa Maerz de Entertainment Weekly escribió que «todos aquellos recordatorios de su ética laboral pueden sentirse agotados». Helen Brown de The Daily Telegraph tachó las letras de «horribles clichés» y afirmó que «una mujer que visiblemente pone tanta energía de manera desesperada para lucir y sonar como una adolescente está perdiendo el punto del pop, de las fiestas... de la vida». John Balfe, del portal irlandés Entertainment.ie, comentó que «todos los esfuerzos invertidos en este álbum estaban sin duda destinados a darle un perfil vanguardista, pero dejaron el álbum con una sensación de ser exagerado y muy complicado». Matthew Perpetua de Pitchfork Media definió la mayor parte como «increíblemente banal» y «particularmente hueco». No un tanto distante con lo anterior, Nitsuh Abebe de Vulture, expuso que «muchos de los temas se sienten huecos y tensos y es frustrante, porque hay cosas hacia el final de MDNA que sugieren que el proyecto pudo haber sido más interesante». Néstor Villamor, del diario digital español The Objective, sostuvo que se trataba de «un disco irregular con varios highlights, [...] pero en el que no faltan ridiculeces tan sonrojantes como "Give me all your luvin" (inexplicable primer single) o "Superstar" (inexplicable a secas)».
Por último, algunas reseñas acentuaron los intentos de la cantante por modernizarse y seguir vigente en la música popular. Como ejemplo está Michael Roffman de la revista Time, quien juzgó las apariciones de Nicki Minaj y M.I.A. Argumentó: «[Madonna] se obliga a estos experimentos sonoros, como si se sintiera obligada a mantener su relevancia al incursionar con talentos y géneros del presente». Maura Johnston de The Village Voice opinó que el enfoque de Madonna hacia la música dance electrónica era «flojo» y que su voz «carecía de presencia». Yazı Boyutu del periódico turco Radikal declaró que MDNA «es casi como una parodia de la verdadera Madonna, el resultado en conjunto es un álbum dance muy innecesario y ridículo». El escritor de Los Angeles Times Randall Roberts dijo que el álbum demuestra que Madonna ya no es relevante y que ya no es ella quien marca las tendencias en la música pop. Genevieve Koski de The A.V. Club criticó su voz «manipulada electrónicamente» y sus «grandes ritmos eurodance genéricos», mientras calificó a MDNA como «competente, pero igualmente superficial». En una crítica ambivalente, Gareth Grundy de The Observer comentó que «la parte final [...] suena como si se hubiese tomado de un proyecto totalmente diferente y mucho mejor». Finalmente, Alexis Petridis de The Guardian no vio el álbum «ni como un triunfo o un desastre», y escribió que «resulta ser solo otro álbum de Madonna».

## Recepción comercial

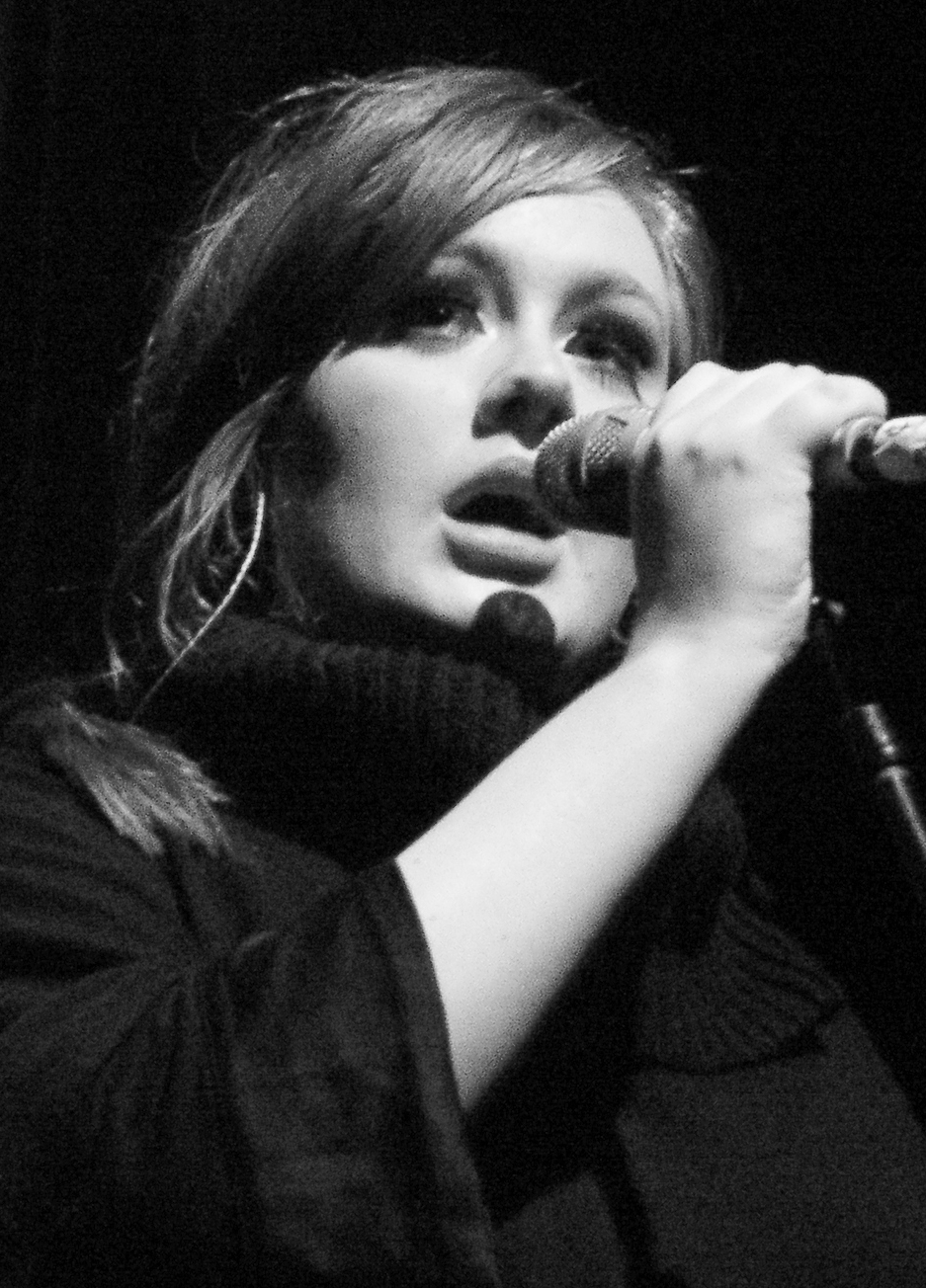
MDNA debutó en Francia en el puesto dos con 41 693 copias. Fue superada únicamente por 21 de Adele (foto)

Con este álbum, Madonna se convirtió en la única artista en colocar un disco en el número uno de las listas británicas durante cuatro décadas consecutivas: 1980, 1990, 2000 y 2010. El 3 de febrero de 2012, iTunes abrió el sistema de apartado para MDNA, y en cuestión de horas llegó al primer puesto en 50 listas nacionales.
En Estados Unidos, MDNA debutó en el puesto número uno de la lista Billboard 200, con 359 000 copias, la mejor semana de apertura de Madonna desde el lanzamiento de Music (2000). Además, le otorgó su octavo álbum en debutar en el número uno y el quinto de manera consecutiva. En este país, la venta de boletos para su gira ayudó a elevar las ventas del disco, pues en la compra de una entrada para The MDNA Tour existía la opción de obtener un ejemplar del álbum, cuyo precio ya estaba incluido en el boleto. Alrededor de 185 000 personas adquirieron el paquete «entrada-álbum», y esta cifra se agregó a la primera semana de ventas. Por consecuencia, en su segunda semana MDNA descendió a la posición ocho con 48 000 copias —una disminución de ventas del 86,7 %—, la mayor caída del primer puesto desde Christmas de Michael Bublé, que a principios de 2012 bajó al número veinticuatro con una caída de ventas del 96 %. También representó el mayor descenso durante la segunda semana para un álbum debutante número uno en la era de Nielsen SoundScan. MDNA se mantuvo en el conteo durante trece semanas, su lanzamiento con menor tiempo de permanencia en la lista. Según Nielsen SoundScan, para junio de 2014, MDNA comercializó 537 000 copias, y finalizó en el puesto 44 de los álbumes más vendidos del 2012 en Estados Unidos. MDNA también debutó en el número uno en Canadá, con 32 000 copias en su primera semana, y logró ubicarse en la cima de las listas de Argentina, Brasil y México.
En Europa, ingresó en la cima del UK Albums Charts del Reino Unido, con ventas de 56 335 unidades en su primera semana. Se convirtió en el duodécimo trabajo discográfico de Madonna que alcanzó la cima de la lista británica, y rompió el récord anteriormente en manos de Elvis Presley como el solista con más álbumes número uno. En su segunda semana, descendió al número siete y a la siguiente, al trece, su primer álbum de estudio que no permaneció en los diez primeros puestos en su tercera semana en la lista, desde 1984. Hasta junio de 2012, comercializó 112 765 copias en el territorio británico. En Alemania, obtuvo un disco de oro en su primera semana por la Bundesverband Musikindustrie (BVMI) tras la venta de 100 000 copias, y debutó en el número tres del Media Control Charts. Otros países donde alcanzó la cima de las listas fue en la región Flamenca de Bélgica, Croacia, Escocia, España, Finlandia, Grecia, Hungría, Irlanda, Italia, Países Bajos, Polonia, República Checa y Suecia. Además, alcanzó las cinco primeras posiciones en mercados como Austria, la región Valona de Bélgica, Dinamarca, Francia, Noruega, Portugal y Suiza.

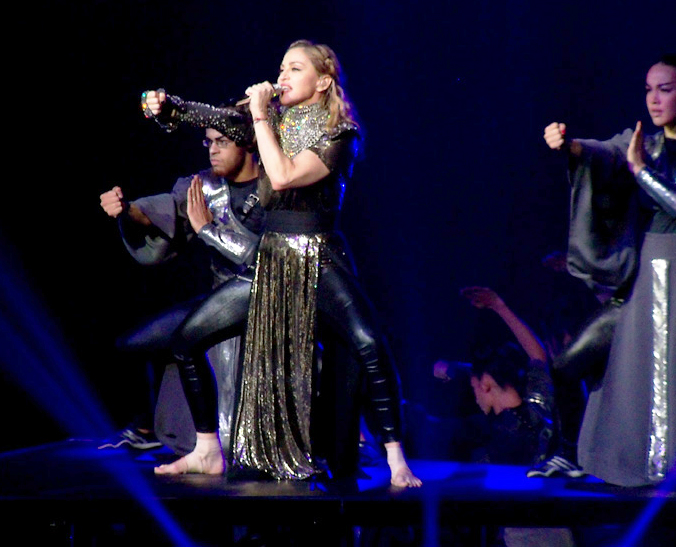
Madonna interpretando «I'm Addicted» en el segmento Redención del The MDNA Tour

En Australia, debutó en el número uno y recibió la certificación de disco de oro por la Australian Recording Industry Association (ARIA) por la venta de 35 000 unidades durante su primera semana. El lanzamiento fue el décimo álbum mejor posicionado de Madonna en Australia, la artista con más álbumes número uno, solo detrás de U2 con 11 y The Beatles con 14. En Nueva Zelanda entró a las listas de popularidad en el número tres, el debut más alto de la semana del 2 de abril. Sin embargo, descendió al número treinta y siete y se mantuvo dentro de la lista solo por una semana más, la permanencia más corta para uno de sus álbumes en aquel país.
En Asia, MDNA debutó en la cuarta posición de la lista Oricon de Japón con 31 000 unidades físicas en sus primeros siete días. En la misma semana, su caja recopilatoria publicada por Warner Bros., The Complete Studio Albums (1983-2008), también ingresó como número nueve, lo que hizo a Madonna la primera artista extranjera en tener simultáneamente dos álbumes en el top diez. Con esos dos lanzamientos, Madonna acumuló veintidós álbumes en las diez primeras posiciones en Japón, más que cualquier otro artista extranjero. La Recording Industry Association of Japan (RIAJ) lo certificó con un disco de oro, después de distribuir 100 000 unidades. En la India, MDNA alcanzó una certificación de disco de oro en su primera semana de lanzamiento y se convirtió en el álbum internacional más vendido del año en dicho país. Madonna también estableció un récord en Turquía al vender 30 000 copias en solo cuatro días, una cifra que superó incluso a los artistas locales. En Rusia, debutó en la cima del ranking 2M con 26 000 copias vendidas. Dos semanas después, recibió un disco de 5× platino por vender más de 7000 copias físicas, 44 000 digitales y superar las 1,5 millones de reproducciones en Yandex.Music. De acuerdo con Lenta.ru, fue el álbum más vendido del 2012 en dicha nación, la primera vez que un artista extranjero alcanza este logro. Por último, ocupó la sexta posición de la lista oficial de Taiwán. De este modo, MDNA fue el séptimo disco mejor vendido del 2012 de la compañía matriz Universal Music Group. También figuró entre los veinte álbumes con mayores ventas mundiales, con cifras cercanas a los dos millones de ejemplares certificados y distribuidos.

## Sencillos

### Sencillos comerciales

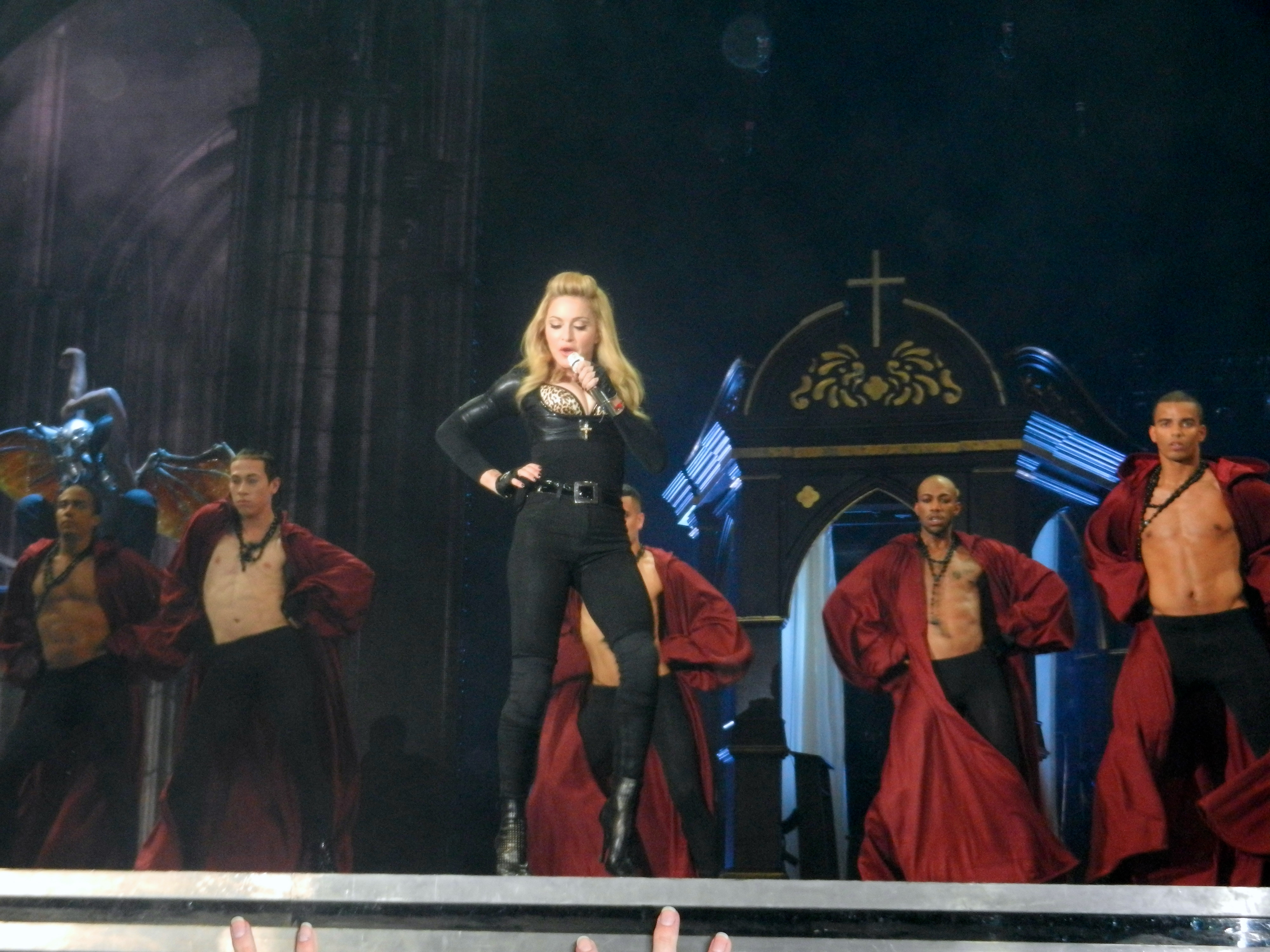
Madonna interpretando «Girl Gone Wild» como tema de apertura de la gira The MDNA Tour

Para la promoción de MDNA, se publicaron cuatro sencillos comerciales. «Give Me All Your Luvin'», el primero de ellos, se lanzó el 3 de febrero de 2012. Recibió reseñas variadas de la crítica, que elogiaron sus melodías «pegadizas», pero consideraron que la composición musical era inferior a los anteriores sencillos de Madonna. Muchos señalaron que la canción era como un primer sencillo «débil», que no representaba de forma adecuada la calidad del álbum y la compararon negativamente con las canciones de Gwen Stefani. Fue el número uno en las listas de Canadá, Finlandia, Hungría, Israel y Venezuela y estuvo entre los primeros cinco puestos en varios países europeos, Japón y Corea del Sur. Con esta canción, logró su trigésimo octavo sencillo en ingresar a los diez primeros del Billboard Hot 100, con que extendió su récord como el músico con el mayor número de entradas al top diez dentro de ese conteo. El vídeo musical, dirigido por Megaforce, tiene una temática de fútbol americano y animadoras, inspirado en el Super Bowl. El 2 de febrero de 2012 se mostró un adelanto en el programa American Idol y un día más tarde fue estrenado completo en su canal oficial de YouTube.
El segundo sencillo del álbum, «Girl Gone Wild», fue lanzado digitalmente el 2 de marzo de 2012. Los críticos le otorgaron opiniones diversas, unos elogiaron la naturaleza dance de la melodía, mientras que otros señalaron sus similitudes con canciones de otros artistas, como Britney Spears, Usher y Cyndi Lauper. Después de su lanzamiento, Joe Francis, creador de la franquicia Girls Gone Wild, amenazó con demandar a Madonna si publicaba o interpretaba el tema en el Super Bowl bajo el nombre «Girls Gone Wild». Sin embargo, Guy Oseary negó que su equipo había recibido alguna carta o demanda de Francis, y admitió que Madonna no cambió el nombre de «Girls Gone Wild» a «Girl Gone Wild» por el posible conflicto, sino porque así corresponde con la letra. La canción alcanzó los cinco primeros puestos en las listas de Hungría, Italia y Rusia. El vídeo se filmó en la semana del 17 de febrero de 2012 y fue dirigido por los fotógrafos de moda Mert and Marcus, quienes utilizaron el formato blanco y negro para la cinta. La versión completa se estrenó el 20 de marzo en la cuenta oficial de Madonna, bajo una restricción de edad por sus escenas «inapropiadas» para menores de 18 años.

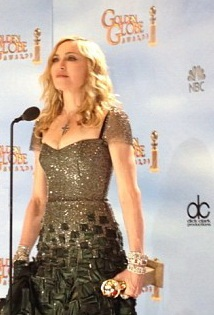
«Masterpiece» le valió a Madonna el Globo de Oro a la mejor canción original

«Masterpiece» solo fue enviada a las radios del Reino Unido el 2 de abril de 2012 como el tercer sencillo de MDNA en ese país. La canción obtuvo la aclamación de los críticos, quienes elogiaron el contenido de la letra y la interpretación vocal de Madonna. Además, recibió el premio a la mejor canción original en los Globos de Oro de 2011. La canción tuvo su mejor desempeño en Rusia, donde encabezó la lista principal durante la semana del 26 de noviembre de 2012. El cuarto y último sencillo, «Turn Up the Radio», se publicó el 5 de agosto de 2012. La revista Attitude lo consideró la mejor canción del álbum y elogió su producción. El vídeo que lo acompañó fue filmado en Florencia (Italia) y Tom Munro, que previamente trabajó con la intérprete en «Give it 2 Me», se encargó de dirigirlo. En los Estados Unidos, alcanzó el primer puesto en la lista Dance Club Songs, su cuadragésimo tercer sencillo número uno en dicha lista, hecho que le permitió extender su récord como la artista con la mayor cantidad de canciones en el primer puesto allí. Además, Madonna pasó a ser la mujer con más canciones en el número uno en cualquier lista de Billboard. Ninguno de los cuatro sencillos pudo repetir el éxito comercial que Madonna obtuvo con lanzamientos anteriores, lo que atrajo las críticas de la prensa.

### Sencillos promocionales
«Superstar» fue lanzado solo en Brasil como un sencillo promocional del álbum el 3 de diciembre de 2012. Madonna eligió la portada del sencillo por medio de un concurso realizado por el proyecto Keep Walking Brazil, de Johnnie Walker. La ganadora y creadora fue la graffitera brasileña Simone Sapienza, con la dirección a cargo de Binho Ribeiro y Giovanni Bianco. «Superstar» recibió reseñas generalmente positivas de los periodistas musicales. La calificaron como «dulce» y «tierna» y la más sobresaliente del disco; sin embargo, otros periodistas describieron sus letras como «infantiles». Aunque hubo rumores sobre la filmación de un video para el sencillo, donde Madonna aparecería usando un traje de novia iraquí combinado con un uniforme militar, estos nunca fueron confirmados.

## Promoción

### Super Bowl

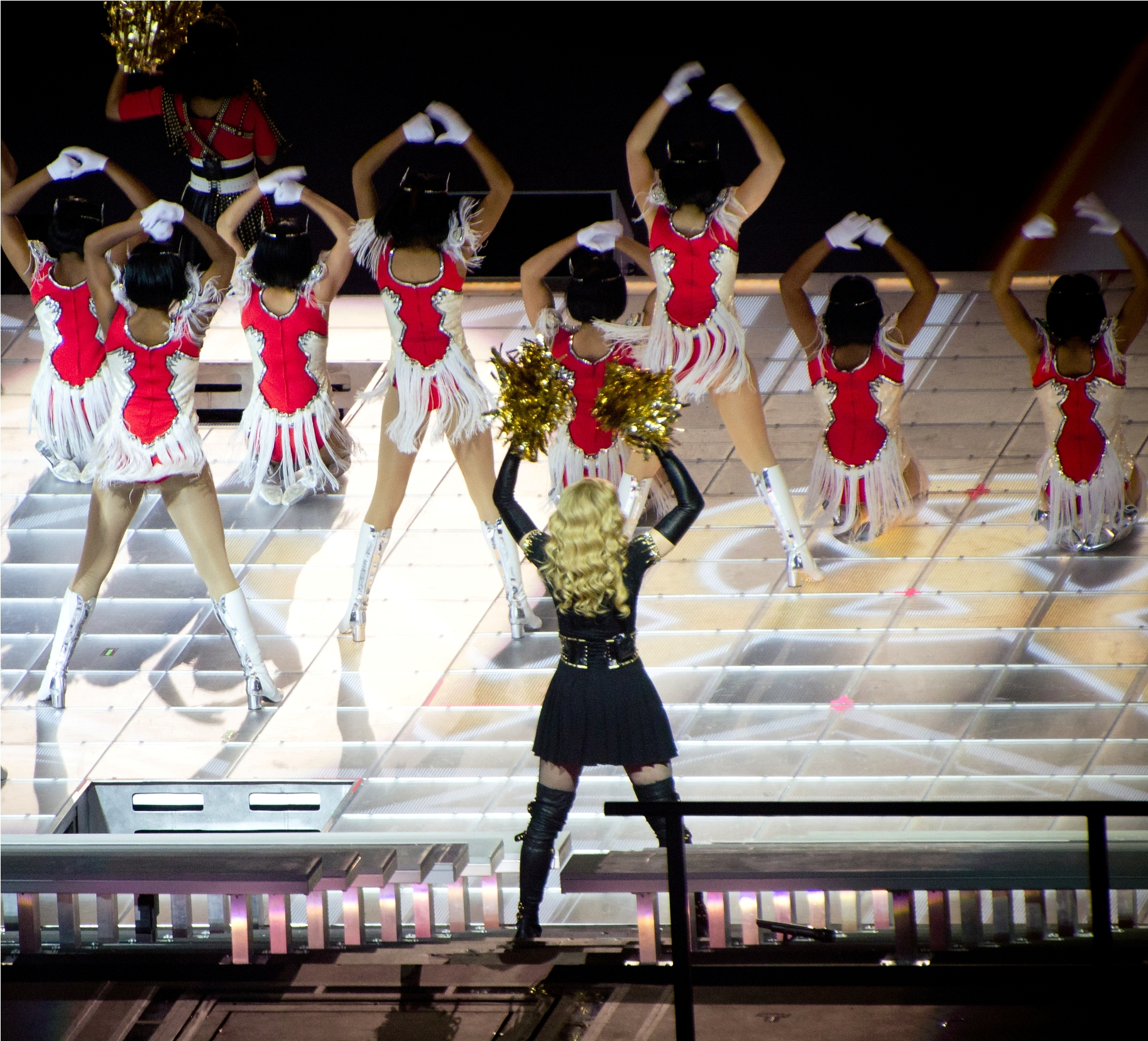
Madonna interpretando el sencillo principal de MDNA, «Give Me All Your Luvin'», durante el Espectáculo de medio tiempo del Super Bowl XLVI el 5 de febrero de 2012

En diciembre de 2011, la NFL anunció que Madonna actuaría en el espectáculo de medio tiempo del Super Bowl XLVI en el Lucas Oil Stadium, Indianápolis, celebrado el 5 de febrero de 2012. Los ensayos para dicha interpretación tomaron más de 320 horas, durante el cual la cantante recibió ayuda en la producción por parte del Cirque du Soleil y Jamie King. El personal para el espectáculo incluyó veinte muñecas, diecisiete bailarines principales, un coro de iglesia con 200 miembros, un drumline conformado por cien percusionistas y 150 voluntarios vestidos como gladiadores para cargar el trono de oro en el que Madonna hizo su entrada. El vestuario de la intérprete era de color negro con accesorios dorados, además de una capa de oro diseñada por Givenchy. Madonna interpretó un popurrí que inició con «Vogue», seguido de «Music» (2000) —interpretada con LMFAO, junto con extractos de «Party Rock Anthem» (2010) y «Sexy and I Know It» (2011)—, «Give Me All Your Luvin'» —junto con Nicki Minaj y M.I.A.—, un interludio de «Open Your Heart» (1986) y «Express Yourself» (1989), antes de finalizar con «Like a Prayer» (1989), interpretada con Cee Lo Green.
El espectáculo generó una amplia atención de los medios de comunicación, después de que M.I.A. extendiera el dedo medio a la cámara durante su interpretación. El incidente provocó que la cadena de televisión NBC y la NFL ofrecieran una disculpa pública. Además, la NFL demandó a la rapera por 1,5 millones de dólares y pidió que ofreciera disculpas públicas tras el hecho. Pese a esto, la actuación obtuvo una audiencia de más de 114 millones de espectadores, por lo que se convirtió en el espectáculo de medio tiempo más visto hasta el año 2014, cuando el cantante Bruno Mars superó esa cifra y alcanzó los 115,3 millones. Tras la presentación, fue el término más buscado en Google y generó un trending topic en la red social Twitter, con 10 245 mensajes por segundo. Al igual que los demás artistas que han aparecido en el Super Bowl, Madonna no recibió un pago por la actuación, pero la exposición en televisión abierta tenía un valor promocional para su nuevo álbum. Lilledeshan Bose de la revista OC Weekly y Rolling Stone lo nombraron como el mejor espectáculo de medio tiempo en la historia, mientras que el equipo de redacción de Billboard lo incluyó entre los «10 mejores espectáculos de medio de tiempo del Super Bowl». Finalmente, los lectores de la revista Billboard la escogieron como la mejor presentación en televisión del año.

### Medios de comunicación

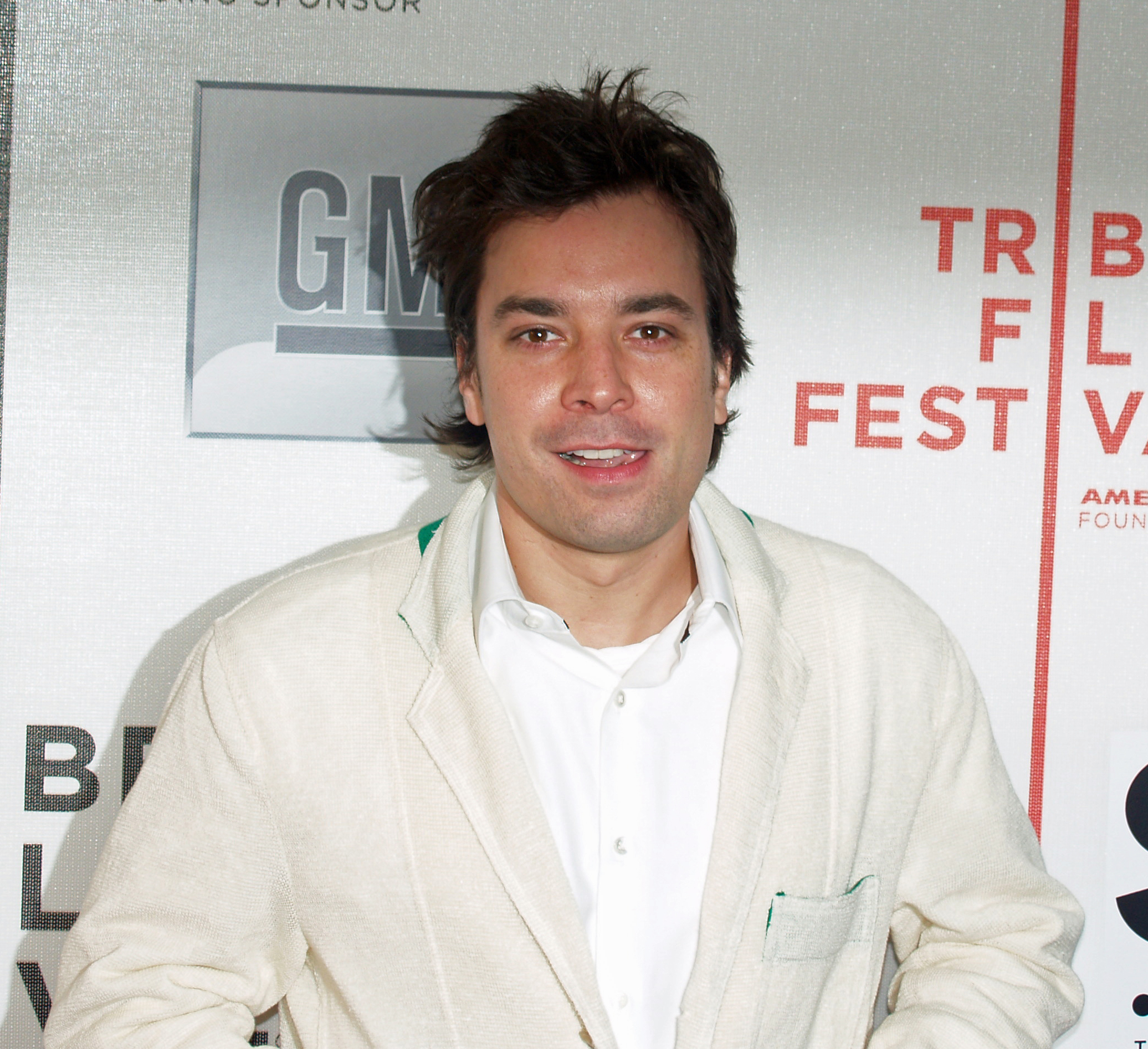
Para promocionar MDNA en Facebook, Madonna concedió una entrevista a Jimmy Fallon

Tras la actuación en el Super Bowl, el álbum recibió una promoción limitada. La cantante evitó las apariciones en televisión y las presentaciones en directo, en su lugar, se centró en los ensayos para su gira mundial. Su representante explicó en su cuenta de Twitter: «Desearíamos haber estado en TV la semana pasada, pero estábamos en los ensayos día y noche». Madonna usó los medios sociales para promover más el álbum. En Facebook publicó fragmentos de varias canciones del disco, fotos de los ensayos de la gira y encuestó a sus seguidores sobre qué canciones les gustaría escuchar en su nuevo tour. El 24 de marzo tuvo una entrevista en Facebook con Jimmy Fallon. Días más tarde, hizo una aparición en el Ultra Music Festival 14 en Miami, donde se presentó junto a Avicii y su remezcla de «Girl Gone Wild». El 26 de marzo, Madonna contestó una serie de preguntas de sus seguidores en Twitter utilizando el hashtag #askMadonna, en un evento llamado «Día MDNA». Finalmente, en abril concedió una larga entrevista al programa de televisión The Today Show, y en julio, durante su estadía en Londres, concedió pequeñas entrevistas a varios medios de comunicación, entre ellos televisoras de México, Brasil y Polonia.

### Gira

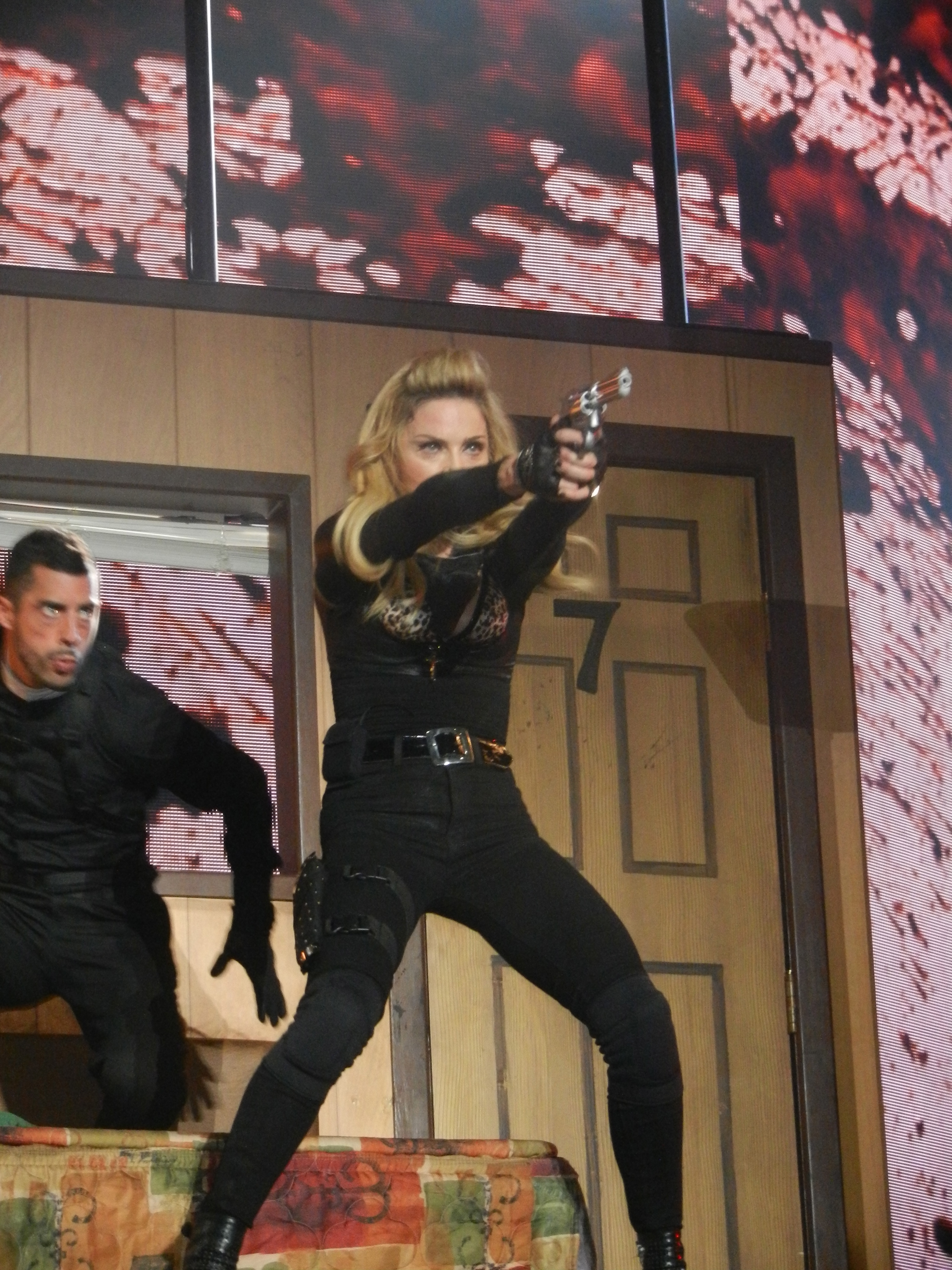
El uso de armas de fuego en presentaciones como «Gang Bang» fue blanco de críticas en la gira The MDNA Tour

El 7 de febrero de 2012, Madonna anunció su novena gira musical, The MDNA Tour. Inició el 31 de mayo del mismo año en Tel Aviv, Israel y finalizó el 22 de diciembre en Córdoba (Argentina). Madonna describió la gira como «un viaje de la oscuridad a la luz». El espectáculo se dividió en cuatro segmentos: «Transgresión», donde las armas y la violencia eran el tema principal; «Profecía», donde se llevó a cabo una mezcla de canciones más alegres; «Masculino/Femenino», una combinación de sensualidad y moda en un estilo cabaré francés; y «Redención», el cual Madonna etiquetó como «una gran fiesta y celebración». A lo largo de la gira, la intérprete causó varias controversias, como colocar una esvástica en el rostro de la política francesa Marine Le Pen, describir al presidente Barack Obama como un «musulmán negro», o dedicar su actuación a la estudiante pakistaní Malala Yousafzai. También, en Colorado, provocó fuertes críticas por el uso de armas de fuego, luego de la Masacre de Aurora ocurrida semanas antes. Otros actos de la cantante que causaron comentarios tanto positivos como negativos fueron la desnudez, las muestras de apoyo a Pussy Riot y la defensa de los derechos LGBT. No obstante, la gira obtuvo los elogios de los críticos. Argumentaron que «Madonna muestra su inteligencia, feminidad y elegancia», además de alabarlo como «histórico» y «sin precedentes», entre otras reseñas.
En un principio, la gira se extendería hasta el 2013, para visitar Australia, pero finalmente Madonna canceló sus planes y publicó un vídeo para disculparse con sus admiradores. The MDNA Tour marcó su gira más grande en cuanto a número de presentaciones, con 88 espectáculos, e incluyó muchas ciudades en donde nunca se había presentado antes, visitó Medio Oriente, Europa, Norteamérica y finalizó en Sudamérica. La gira fue producida por Live Nation Entertainment, como parte del acuerdo que firmó la cantante luego de separarse de Warner Bros. Una vez concluido, The MDNA Tour recaudó un poco más de 305 millones de dólares, con los cuales se convirtió en la gira más exitosa de 2012 y en una de las diez más recaudadoras de la historia.
Como parte de su promoción, Madonna realizó un documental corto sobre su gira. Titulado Inside the DNA of MDNA, relata el detrás de escenas de su visita a Roma (Italia). El 26 de julio de 2012, Madonna se presentó en el Olympia de París; el canal LoveLive de YouTube transmitió en línea este concierto. La presentación consistió en nueve canciones, entre ellas la lista normal de la gira, desde «Turn Up the Radio» hasta «Human Nature» y dos exclusivas, «Beautiful Killer» y «Je t'aime... moi non plus». El 10 de septiembre de 2013, se publicó el DVD de la gira, MDNA World Tour, grabado el 19 y 20 de noviembre de 2012, durante los conciertos que la cantante ofreció en la ciudad de Miami. Danny B. Tull y Stephane Sennour dirigieron el material, mientras que la intérprete colaboró en la producción.

## Reconocimientos y nominaciones
Para fin de año, MDNA fue incluido en el decimotercer lugar de la lista de los «20 mejores álbumes pop del 2012», realizada por la revista Spin. El crítico y periodista Robert Christgau lo incluyó en el puesto número 79 de los 102 mejores discos del año, y Carolina Sanacho, Actitud Fem, en el noveno de los diez mejores de la música pop. Por su parte, el sitio español Jenesaispop elaboró el conteo de los 50 discos más sobresalientes de la temporada, y, al incluir a MDNA en el 37, declaró que «da buena cuenta de su absoluta contundencia y solidez». Continuó: «El disco se abre con cuatro considerables trallazos, se cierra con tres canciones preciosas y deja en medio curiosidades como el single principal. Así, la mujer supuestamente más fría, calculadora y manipuladora del pop vuelve a colárnosla... ¿jugando esta vez con las bajas expectativas creadas por los singles previos? Quizá, aunque comparándolo con quien hay que compararlo, es seguro que MDNA presenta un gran equilibrio entre buenas melodías de lo más adictivo (de ahí también su título), y un porcentaje de factor sorpresa e idas de olla ("Gang Bang", "I'm Addicted", "Love Spent") con el que los fans de Morrissey, Pet Shop Boys, Saint Etienne, Depeche Mode o U2 solo podemos soñar».
Además, el álbum, la gira los sencillos y sus vídeos musicales obtuvieron premios y nominaciones en diferentes ceremonias de premiación. A continuación, una lista con todos sus reconocimientos:
| Año  | Ceremonia de premiación          | Trabajo                   | Premio                                                                 | Resultado | Ref.            |
| ---- | -------------------------------- | ------------------------- | ---------------------------------------------------------------------- | --------- | --------------- |
| 2012 | Premios Globo de Oro             | «Masterpiece»             | Mejor canción original                                                 | Ganador   | [ 183 ] [ 184 ] |
| 2012 | Guinness World Records           | MDNA                      | Más álbumes número uno por un artista solista en las listas británicas | Ganador   | [ 262 ]         |
| 2012 | Billboard Touring Awards         | The MDNA Tour             | Top gira                                                               | Nominado  | [ 263 ] [ 264 ] |
| 2012 | Billboard Touring Awards         | The MDNA Tour             | Premio a promoción y marketing de concierto                            | Nominado  | [ 263 ] [ 264 ] |
| 2013 | Pollstar Concert Industry Awards | The MDNA Tour             | Producción de escenario más creativa                                   | Nominado  | [ 265 ]         |
| 2013 | Virgin Media Music Awards        | MDNA                      | Mejor álbum                                                            | Nominado  | [ 266 ]         |
| 2013 | Billboard Music Awards           | MDNA                      | Mejor álbum dance                                                      | Ganador   | [ 267 ] [ 268 ] |
| 2013 | International Dance Music Awards | «Girl Gone Wild»          | Mejor vídeo                                                            | Nominado  | [ 269 ]         |
| 2013 | International Dance Music Awards | «Girl Gone Wild»          | Mejor pista comercial pop/dance                                        | Nominado  | [ 269 ]         |
| 2014 | World Music Awards               | «Give Me All Your Luvin'» | Mejor canción del mundo                                                | Nominado  | [ 270 ]         |
| 2014 | World Music Awards               | «Give Me All Your Luvin'» | Mejor vídeo del mundo                                                  | Nominado  | [ 271 ]         |
| 2014 | World Music Awards               | MDNA                      | Mejor álbum del mundo                                                  | Nominado  | [ 272 ]         |

## Lista de canciones
El 3 de febrero de 2012, Madonna anunció las 16 canciones que formarían parte del álbum, de las cuales, cuatro se incluyen en la edición de lujo, además de la remezcla de «Give Me All Your Luvin'», hecha por LMFAO.
| N.º   | Título                                               | Escritor(es) | Productor(es)                                       | Duración |  |
| 1.    | «Girl Gone Wild»                                     | Madonna, Jenson Vaughan, Alle Benassi, Benny Benassi                                                                  | Madonna, B. Benassi, A. Benassi                     | 3:43     |  |
| 2.    | «Gang Bang»                                          | Madonna, William Orbit, Priscilla Renea, Keith Harris, Jean-Baptiste, Mika, Don Juan Demo Casanova, Stephen Kozmeniuk | Madonna, Orbit, Demacio Castellon                   | 5:26     |  |
| 3.    | «I'm Addicted»                                       | Madonna, A. Benassi, B. Benassi                                                                                       | Madonna, B. Benassi, A. Benassi, Demacio Castellon* | 4:33     |  |
| 4.    | «Turn Up the Radio»                                  | Madonna, Martin Solveig, Michael Tordjman, Jade Williams                                                              | Madonna, Solveig                                    | 3:46     |  |
| 5.    | «Give Me All Your Luvin'» (con Nicki Minaj y M.I.A.) | Madonna, Solveig, Minaj, Maya Arulpragasam, Tordjman                                                                  | Madonna, Solveig                                    | 3:22     |  |
| 6.    | «Some Girls»                                         | Madonna, Orbit, Klas Åhlund                                                                                           | Madonna, Orbit, Åhlund*                             | 3:53     |  |
| 7.    | «Superstar»                                          | Madonna, Indiigo, Michael Malih                                                                                       | Madonna, Indiigo, Malih                             | 3:55     |  |
| 8.    | «I Don't Give A» (con Nicki Minaj)                   | Madonna, Solveig, Minaj, Julien Jabre                                                                                 | Madonna, Solveig                                    | 4:19     |  |
| 9.    | «I'm a Sinner»                                       | Madonna, Orbit, Jean-Baptiste                                                                                         | Madonna, Orbit                                      | 4:52     |  |
| 10.   | «Love Spent»                                         | Madonna, Orbit, Jean-Baptiste, Hamilton, Alain Whyte, Ryan Buendia, Michael McHenry                                   | Madonna, Orbit, Free School*                        | 3:46     |  |
| 11.   | «Masterpiece»                                        | Madonna, Julie Frost, Jimmy Harry                                                                                     | Madonna, Orbit, Harry^                              | 3:59     |  |
| 12.   | «Falling Free»                                       | Madonna, Laurie Mayer, Orbit, Joe Henry                                                                               | Madonna, Orbit                                      | 5:13     |  |
| 50:52 |                                                      | |                                                     |          |  |

### Edición de lujo
| Pistas adicionales explícitas |                                                                         |                                                                  |                                                             |          |  |
| N.º                           | Título                                                                  | Escritor(es)                                                     | Productor(es)                                               | Duración |  |
| 13.                           | «Beautiful Killer»                                                      | Madonna, Solveig, Tordjman                                       | Madonna, Solveig                                            | 3:49     |  |
| 14.                           | «I Fucked Up»                                                           | Madonna, Solveig, Jabre                                          | Madonna, Solveig                                            | 3:29     |  |
| 15.                           | «B-Day Song» (con M.I.A.)                                               | Madonna, Arulpragasam, Solveig                                   | Madonna, Solveig                                            | 3:33     |  |
| 16.                           | «Best Friend»                                                           | Madonna, A. Benassi, B. Benassi                                  | Madonna, Demacio Castellon, B. Benassi*, A. Benassi*        | 3:20     |  |
| 17.                           | «Give Me All Your Luvin'» ((Party Rock Remix) (con LMFAO y Nicki Minaj) | Madonna, Solveig, Minaj, Arulpragasam, Tordjman                  | Madonna, Solveig (remezcla y producción adicional de LMFAO) | 4:02     |  |
| 18.                           | «Love Spent» ((Acoustic) (iTunes Store solo pre-orden))                 | Madonna, Orbit, Jean-Baptiste, Hamilton, Whyte, Buendia, McHenry | Madonna, Orbit, Free School*                                | 4:24     |  |
| 60:09                         |                                                                         |                                                                  |                                                             |          |  |

| Pistas adicionales |                                                                              |                                                 |                                                             |          |  |
| N.º                | Título                                                                       | Escritor(es)                                    | Productor(es)                                               | Duración |  |
| 12.                | «Beautiful Killer»                                                           | Madonna, Solveig, Tordjman                      | Madonna, Solveig                                            | 3:49     |  |
| 13.                | «B-Day Song» (con M.I.A.)                                                    | Madonna, Arulpragasam, Solveig                  | Madonna, Solveig                                            | 3:33     |  |
| 14.                | «Best Friend»                                                                | Madonna, A. Benassi, B. Benassi                 | Madonna, Demacio Castellon, B. Benassi*, A. Benassi*        | 3:20     |  |
| 15.                | «Give Me All Your Luvin'» ((Party Rock Remix) (con LMFAO y Nicki Minaj))     | Madonna, Solveig, Minaj, Arulpragasam, Tordjman | Madonna, Solveig (remezcla y producción adicional de LMFAO) | 4:02     |  |
| 16.                | «Give Me All Your Luvin'» ((Laidback Luke Remix) (con Nicki Minaj y M.I.A.)) | Madonna, Solveig, Minaj, Arulpragasam, Tordjman | Madonna, Solveig (remezcla de Lucas Scheppingen)            | 6:08     |  |
| 62:48              |                                                                              |                                                 |                                                             |          |  |

| Pistas adicionales japonesas |                                                                         |                                                 |                                                                                     |          |  |
| N.º                          | Título                                                                  | Escritor(es)                                    | Productor(es)                                                                       | Duración |  |
| 13.                          | «Beautiful Killer»                                                      | Madonna, Solveig, Tordjman                      | Madonna, Solveig                                                                    | 3:49     |  |
| 14.                          | «I Fucked Up»                                                           | Madonna, Solveig, Jabre                         | Madonna, Solveig                                                                    | 3:29     |  |
| 15.                          | «B-Day Song» (con M.I.A.)                                               | Madonna, Arulpragasam, Solveig                  | Madonna, Solveig                                                                    | 3:33     |  |
| 16.                          | «Best Friend»                                                           | Madonna, A. Benassi, B. Benassi                 | Madonna, Demacio Castellon, B. Benassi*, A. Benassi*                                | 3:20     |  |
| 17.                          | «Give Me All Your Luvin'» ((Party Rock Remix) (con LMFAO y Nicki Minaj) | Madonna, Solveig, Minaj, Arulpragasam, Tordjman | Madonna, Solveig (remezcla y producción adicional de LMFAO)                         | 4:02     |  |
| 18.                          | «Girl Gone Wild» (Justin Cognito Radio Edit)                            | Madonna, Vaughan, A. Benassi, B. Benassi        | Madonna, B. Benassi, A. Benassi (remezcla y producción adicional de Justin Cognito) | 3:37     |  |
| 63:46                        |                                                                         |                                                 |                                                                                     |          |  |

### Edición Nightlife
| Smirnoff Nightlife Edition |                                                                                     |                                                                  |                                                                             |          |  |
| N.º                        | Título                                                                              | Escritor(es)                                                     | Productor(es)                                                               | Duración |  |
| 1.                         | «Give Me All Your Luvin'» (con Nicki Minaj y M.I.A.)                                | Madonna, Solveig, Minaj, Maya Arulpragasam, Tordjman             | Madonna, Solveig                                                            | 3:22     |  |
| 2.                         | «Beautiful Killer»                                                                  | Madonna, Solveig, Tordjman                                       | Madonna, Solveig                                                            | 3:49     |  |
| 3.                         | «Best Friend»                                                                       | Madonna, A. Benassi, B. Benassi                                  | Madonna, Demacio Castellon, B. Benassi*, A. Benassi*                        | 3:20     |  |
| 4.                         | «I'm a Sinner»                                                                      | Madonna, Orbit, Jean-Baptiste                                    | Madonna, Orbit                                                              | 4:52     |  |
| 5.                         | «Love Spent»                                                                        | Madonna, Orbit, Jean-Baptiste, Hamilton, Whyte, Buendia, McHenry | Madonna, Orbit, Free School*                                                | 3:46     |  |
| 6.                         | «Some Girls»                                                                        | Madonna, Orbit, Åhlund                                           | Madonna, Orbit, Åhlund*                                                     | 3:53     |  |
| 7.                         | «Superstar»                                                                         | Madonna, Indiigo, Malih                                          | Madonna, Indiigo, Malih                                                     | 3:55     |  |
| 8.                         | «Masterpiece» (Kid Capri's Remix)                                                   | Madonna, Frost, Harry                                            | Madonna, Orbit, Harry^ (remezcla y producción adicional de Kid Capri)       | 3:58     |  |
| 9.                         | «Give Me All Your Luvin'» ((Just Blaze Bionic Dub) (con Nicki Minaj y M.I.A.))      | Madonna, Solveig, Minaj, Arulpragasam, Tordjman                  | Madonna, Solveig (remezcla y producción adicional de Just Blaze)            | 5:42     |  |
| 10.                        | «Turn Up the Radio» (Leo Zero Remix)                                                | Madonna, Solveig, Tordjman, Williams                             | Madonna, Solveig (remezcla y producción adicional de by Leo Zero)           | 7:23     |  |
| 11.                        | «Turn Up the Radio» (Richard Vission Speakers Blow Remix)                           | Madonna, Solveig, Tordjman, Williams                             | Madonna, Solveig (remezcla y producción adicional de Richard Vission)       | 6:16     |  |
| 12.                        | «Give Me All Your Luvin'» ((Oliver Twizt Remix) (con Nicki Minaj y M.I.A.))         | Madonna, Solveig, Minaj, Arulpragasam, Tordjman                  | Madonna, Solveig (remezcla y producción adicional de Oliver Twizt)          | 4:49     |  |
| 13.                        | «Give Me All Your Luvin'» (Sultan & Ned Sheppard Remix) (con Nicki Minaj y M.I.A.)) | Madonna, Solveig, Minaj, Arulpragasam, Tordjman                  | Madonna, Solveig (remezcla y producción adicional de Sultan & Ned Sheppard) | 5:59     |  |
| 14.                        | «Give Me All Your Luvin'» ((Demolition Crew Remix) (con Nicki Minaj y M.I.A.))      | Madonna, Solveig, Minaj, Arulpragasam, Tordjman                  | Madonna, Solveig (remezcla y producción adicional de The Demolition Crew)   | 7:02     |  |
| 68:08                      |                                                                                     |                                                                  |                                                                             |          |  |

| Smirnoff Nightlife UK Remix EP |                                                                                        |                                                 |                                                                             |          |  |
| N.º                            | Título                                                                                 | Escritor(es)                                    | Productor(es)                                                               | Duración |  |
| 1.                             | «Give Me All Your Luvin'» ((Oliver Twizt Remix) (con Nicki Minaj y M.I.A.))            | Madonna, Solveig, Minaj, Arulpragasam, Tordjman | Madonna, Solveig (remezcla y producción adicional de Oliver Twizt)          | 4:49     |  |
| 2.                             | «Give Me All Your Luvin'» ((Sultan & Ned Sheppard Remix) (con Nicki Minaj y M.I.A.))   | Madonna, Solveig, Minaj, Arulpragasam, Tordjman | Madonna, Solveig (remix and additional production by Sultan & Ned Sheppard) | 5:59     |  |
| 3.                             | «Give Me All Your Luvin'» ((Demolition Crew Remix) (featuring Nicki Minaj and M.I.A.)) | Madonna, Solveig, Minaj, Arulpragasam, Tordjman | Madonna, Solveig (remezcla y producción adicional de The Demolition Crew)   | 7:02     |  |
| 4.                             | «Masterpiece» (Kid Capri's Remix)                                                      | Madonna, Frost, Harry                           | Madonna, Orbit, Harry^ (remezcla y producción adicional de Kid Capri)       | 3:58     |  |
| 5.                             | «Turn Up the Radio» (Leo Zero Remix)                                                   | Madonna, Solveig, Tordjman, Williams            | Madonna, Solveig (remezcla y producción adicional de Leo Zero)              | 7:23     |  |
| 6.                             | «Turn Up the Radio» (Richard Vission Speakers Blow Remix)                              | Madonna, Solveig, Tordjman, Williams            | Madonna, Solveig (remezcla y producción adicional de Richard Vission)       | 6:16     |  |
| 7.                             | «Turn Up the Radio» (Marco V Remix)                                                    | Madonna, Solveig, Tordjman, Williams            | Madonna, Solveig (remezcla y producción adicional de Marco V)               | 5:48     |  |
| 41:10                          |                                                                                        |                                                 |                                                                             |          |  |

Notas
- (*) denota coproductor.
- (^) denota productor adicional.

### Formatos
- Edición CD estándar explícito: con 12 temas.[273]
- Edición CD de lujo explícito: con 17 temas; incluye la versión estándar y 5 temas extras en un segundo CD.[274]
- Edición CD estándar editado: con 11 temas; omite la pista «Gang Bang».[280]
- Edición de lujo CD Walmart: con 16 temas; omite «Gang Bang» y «I Fucked Up» e incluye 5 temas extras en un segundo CD.[281]
- Edición CD japonesa: con 18 temas; incluye la edición de lujo con una pista adicional extra «Girl Gone Wild (Remix)».[275]
- Edición digital estándar: con 12 temas.[282]
- Edición digital editada: con 10 temas; omite las pistas «Gang Bang» y «Some Girls».[283]
- Edición digital de lujo: con 17 temas; incluye la versión estándar y 5 pistas extras.[284]
- Edición de lujo digital pre-orden de iTunes: con 18 pistas; incluye la edición de lujo y una pista adicional extra: «Love Spent (Acoustic)».[285]
- Edición digital Nightlife: Contiene siete pistas del álbum más una remezcla exclusiva de «Masterpiece», cuatro —uno exclusivo— de «Give Me All Your Luvin'» y dos exclusivas de «Turn Up The Radio». Lanzamiento exclusivo a los Estados Unidos.[276][277]
- Digital Nightlife UK Remix EP: Incluye tres remezclas de «Give Me All Your Luvin'», uno de «Masterpiece» y tres de «Turn Up the Radio», exclusivo para el Reino Unido.[278][279]
- Edición de lujo de vinilo: 17 pistas; incluye la versión de lujo de dos discos de 12" de vinilo, puesto a la venta el 16 de abril del 2012.[286]

## Posicionamiento en listas
| País (Lista 2012)                        | Mejor posición |
| ---------------------------------------- | -------------- |
| Alemania                                 | 3              |
| Argentina                                | 1              |
| Australia                                | 1              |
| Austria                                  | 3              |
| Bélgica (Flandes)                        | 1              |
| Bélgica (Valonia)                        | 3              |
| Brasil                                   | 1              |
| Canadá                                   | 1              |
| Corea del Sur                            | 1              |
| Croacia                                  | 1              |
| Dinamarca                                | 2              |
| Escocia                                  | 1              |
| España                                   | 1              |
| Estados Unidos (Billboard 200)           | 1              |
| Estados Unidos (Dance/Electronic Albums) | 1              |
| Estados Unidos (Top Digital Albums)      | 1              |
| Estados Unidos (Tastemaker Albums)       | 2              |
| Finlandia                                | 1              |
| Francia                                  | 2              |
| Grecia                                   | 1              |
| Hungría                                  | 1              |
| Irlanda                                  | 1              |
| Italia                                   | 1              |
| India                                    | 1              |
| Japón                                    | 4              |
| México                                   | 1              |
| Noruega                                  | 2              |
| Nueva Zelanda                            | 3              |
| Países Bajos                             | 1              |
| Polonia                                  | 1              |
| Portugal                                 | 2              |
| Reino Unido                              | 1              |
| República Checa                          | 1              |
| Rusia                                    | 1              |
| Suecia                                   | 1              |
| Suiza                                    | 2              |
| Suiza (Romandie)                         | 1              |
| Taiwán                                   | 6              |
| Turquía                                  | 1              |

| País (Lista 2012)                        | Posición                                   |
| ---------------------------------------- | ------------------------------------------ |
| Alemania                                 | 76                                         |
| Argentina                                | 25 (edición de lujo) 58 (edición estándar) |
| Australia (Dance Albums)                 | 19                                         |
| Bélgica (Flandes)                        | 40                                         |
| Bélgica (Valonia)                        | 23                                         |
| Canadá                                   | 40                                         |
| Dinamarca                                | 35                                         |
| España                                   | 23                                         |
| Estados Unidos (Billboard 200)           | 44                                         |
| Estados Unidos (Dance/Electronic Albums) | 2                                          |
| Finlandia                                | 10                                         |
| Hungría                                  | 12                                         |
| Italia                                   | 15                                         |
| Japón                                    | 83                                         |
| México                                   | 48                                         |
| Países Bajos                             | 38                                         |
| Reino Unido                              | 81                                         |
| Rusia                                    | 1                                          |
| Suecia                                   | 39                                         |
| Suiza                                    | 32                                         |

| País (Lista 2015)        | Posición |
| ------------------------ | -------- |
| Australia (Dance Albums) | 48       |

## Certificaciones
Aparte de los países con las referencias al pie de los organismos certificadores, Guy Oseary informó las certificaciones de MDNA en algunas naciones. Esta información está distinguida con un asterisco (*). Madonna tardó más de medio año en certificar disco de oro en los Estados Unidos con MDNA, pero tras esto, logró su disco de oro número veinte en ese país, la segunda artista con mayores ventas de álbumes de la historia estadounidense, solo por detrás de Barbra Streisand. En su año debut, MDNA vendió en términos de certificaciones más de 1.5 millones.
| País (organismo certificador)            | Certificación |
| ---------------------------------------- | ------------- |
| Alemania (BVMI)                          | Oro           |
| Australia (ARIA)                         | Oro           |
| Austria (IFPI - Austria)                 | Oro           |
| Brasil (ABPD)                            | 2× Platino    |
| Bélgica (IFPI - Bélgica)                 | Oro *         |
| Colombia (ASINCOL)                       | 2× Platino    |
| Dinamarca (IFPI - Dinamarca)             | Oro           |
| España (PROMUSICAE)                      | Oro           |
| Estados Unidos (RIAA)                    | Oro           |
| Finlandia (IFPI - Finlandia)             | Oro           |
| Francia (SNEP)                           | Platino       |
| Grecia (IFPI - Grecia)                   | 2× Platino    |
| Hungría (Mahasz)                         | Oro           |
| Hong Kong (IFPI - Hong Kong)             | Oro *         |
| India (IMI)                              | Oro           |
| Italia (FIMI)                            | Platino       |
| Irlanda (IRMA)                           | Oro *         |
| Japón (RIAJ)                             | Platino       |
| México (AMPROFON)                        | Oro           |
| Noruega (IFPI - Noruega)                 | Oro *         |
| Polonia (ZPAV)                           | Platino       |
| Portugal (AFP)                           | Oro           |
| Reino Unido (BPI)                        | Oro           |
| República Checa (IFPI - República Checa) | Platino *     |
| Rumania                                  | Oro *         |
| Rusia (NFPP)                             | 7× Platino    |
| Suecia (GLF)                             | Oro           |
| Taiwán (IFPI - Taiwán)                   | Oro *         |
| Venezuela (AVINPRO)                      | Oro *         |

## Historial de lanzamientos
| País           | Fecha               | Formato(s)           | Edición(es)       | Ref.            |
| -------------- | ------------------- | -------------------- | ----------------- | --------------- |
| Australia      | 23 de marzo de 2012 | CD, descarga digital | Estándar, de lujo | [ 329 ]         |
| Alemania       | 23 de marzo de 2012 | CD, descarga digital | Estándar, de lujo | [ 330 ]         |
| Canadá         | 26 de marzo de 2012 | CD, descarga digital | Estándar, de lujo | [ 331 ]         |
| Colombia       | 26 de marzo de 2012 | CD, descarga digital | Estándar, de lujo | [ 332 ]         |
| Japón          | 26 de marzo de 2012 | CD, descarga digital | De lujo           | [ 333 ]         |
| Reino Unido    | 26 de marzo de 2012 | CD, descarga digital | Estándar, de lujo | [ 334 ] [ 335 ] |
| Estados Unidos | 26 de marzo de 2012 | CD, descarga digital | Estándar, de lujo | [ 336 ]         |
| Tailandia      | 26 de marzo de 2012 | CD, descarga digital | Estándar, de lujo | [ 337 ] [ 338 ] |
| Filipinas      | 26 de marzo de 2012 | CD, descarga digital | Estándar, de lujo | [ 339 ]         |
| Estados Unidos | 10 de abril de 2012 | LP                   | De lujo           | [ 340 ]         |

## Créditos y personal
| - Madonna: compositora, productora ejecutiva, artista principal, productora, voz y guitarra acústica. - M.I.A (Maya Arulpragasam): artista invitada y artista principal. - Nicki Minaj: compositora, artista invitada y artista principal. - Klas Åhlund: compositor, instrumentación, productor y codificador de voz. - William Orbit: compositor, instrumentación, productor y orquestación. - Jill Dell'Abate: contratista y coordinador de producción. - Jimmy Harry: compositor, productor adicional, guitarra acústica, teclado electrónico, programador y codificador de voz. - Julien Jabre: compositora, tambor, guitarra eléctrica y sintetizadores. - Stephen Kozmeniuk: compositor, editor, ingeniero, teclado electrónico, mezclas, programador, sintetizador y codificador de voz. - Martin Solveig: compositor, tambor, instrumentación, productor y sintetizador. - Angie Teo: ingeniero, editor, asistente de ingeniería y asistente de mezclas. - Alan Tilston: asistente, tambor, instrumentación y percusión. - LMFAO: productores adicionales y remezclas. - Marco «Benny» Benassi: productor y compositor. - Alessandro «Alle» Benassi: productor y compositor. - Gloria Kaba: asistente de ingeniería e ingeniero. - Michael Tordjman: compositor y sintetizadores. - Michael Turco: instrumentación y sintetizadores. - Alain Whyte: instrumentación y compositor. - Ryan Buendia: instrumentación y compositor. - Demacio «Demo» Castellon: tambor, mezclas, ingeniero y bajo eléctrico. - Jason «Metal» Donkersgoed: ingeniero y editor. - Ron Taylor: Pro Tools y edición. - Giovanni Bianco: director artístico. - Gina Brooke: maquillista. - Elena Barere: concertino. | - Administradores: Guy Oseary y Sara Zambreno. - Compositores: M.I.A. (Maya Arulpragasam), Mika, Don Juan Demarco «Demo» Casanova, Julie Frost, Priscilla Hamilton, Keith Harris, Joe Henry, Laurie Mayer, Michael McHenry, Jenson Vaughan y Jade Williams - Ingenieros: Graham Archer, Andros Rodríguez y Philippe Weiss. - Asistente de ingeniería: Quentin Belarbi, Ian Kagey, Raphael Lee, Brad Leigh, Brett Mayer, Nelson Milburn, Fred Sladkey, Pete Wolford y Kenta Yonesaka. - Productores: Demolition Crew, Free School y Michael Malih. - Fotógrafos: Mert Alas y Marcus Piggott. - Estilistas: Delfina Delettrez y Arianne Phillips. - Violonchelo: Diane Barere, Stephanie Cummins y Ellen Westermann. - Trompa: Bob Carlisle, Barbara Currie y David Wakefield. - Violín: Avril Brown, Sean Carney, David Chan, Katherine Fong, Karen Karlsrud, Ann Lehmann, Yuri Vodovoz y Sylvia Volpe. - Viola: Desiree Elsevier, Mary Hammann, Vincent Lionti y Dov Scheindlin. - Jessica Phillips: clarinete. - Jean Baptiste Gaudray: guitarra. - Abel Korzeniowski: conductor. - Lola Leon: corista. - Liz Rosenberg: publicista. - Stacey Shames: arpa. - Jeff Carney: bajo eléctrico. - Romain Faure: sintetizador. - Paul Kremen: mercadeo. - Mark Baechle: copista. - Vestuarios: Tom Ford, Alexandre Vauthier, Markus Lupfer, Dorothy Gaspar, Kiki de Montparnasse, Delfina Delettrez y Antonio Berardi. - Empresa de vestuarios: Yves Saint Laurent y Miu Miu. - Compañías discográficas: Interscope Records, Live Nation y Universal Music. |

Fuentes: Allmusic y MSN.

## Lectura complementaria
- Essany, Michael (2012). Madonna: Fighting Her Fade (B008RADCZ0 (ASIN) (en inglés). Amazon Digital Services, Inc.
- Freitas, Elaine (2012). Tributo a Madonna (en portugués). Universo dos Livros. p. 63-64.
- González, Lara; Paskual, Igor; Viñuela, Eduardo (2018). Bitch She's Madonna: La reina del pop en la cultura contemporánea. Dos Bigotes. ISBN 978-84-947963-3-3.